# Kapitalismus
Kapitalismus bezeichnet zum einen eine spezifische Wirtschafts- und Gesellschaftsordnung, zum anderen eine Epoche der Wirtschaftsgeschichte. Zu unterscheiden sind der „moderne“ Kapitalismus, wie er insbesondere von Karl Marx und Max Weber beschrieben und analysiert wurde, vom Kapitalismus als historisches „Weltsystem“, dessen Analyse auf Fernand Braudel (1902–1985) und Immanuel Wallerstein (1930–2019) zurückgeht. In globalgeschichtlicher Betrachtung datierte Friedrich Lenger seinen Beginn auf das späte 15. Jahrhundert, als durch das Aufkommen des weltweiten Fernhandels der frühneuzeitliche Handelskapitalismus entstand. Die Epoche des modernen Kapitalismus bezeichnet eine wirtschaftsgeschichtliche Periode, die im 18. Jahrhundert in Europa mit der industriellen Revolution begann und bis heute andauert. Sie folgte auf die Epochen des Feudalismus des europäischen Mittelalters bzw. des Merkantilismus zur Zeit des Absolutismus.
Die zentralen Merkmale des Kapitalismus sind in Anbetracht des historischen Wandels und der zahlreichen Kapitalismusdefinitionen sowie ideologischer Unterschiede umstritten. Allgemein wird unter (modernem) Kapitalismus eine Wirtschafts- und Gesellschaftsordnung verstanden, die auf Privateigentum an den Produktionsmitteln und einer Steuerung von Produktion und Konsum über den Markt (Marktwirtschaft) beruht. Als weitere konstitutive Merkmale werden genannt: die Akkumulation (für manche das „Herzstück“, Hauptmerkmal und Leitprinzip des Kapitalismus), „freie Lohnarbeit“ und das „Streben nach Gewinn im kontinuierlichen, rationalen kapitalistischen Betrieb“.
Die Marktwirtschaft ist älter als der Kapitalismus. Es gab und gibt sie in vielen Gesellschaften und Kulturen und unter vielen Regierungsformen.

## Begriff

### Etymologie
Etymologisch leitet sich Kapitalismus ab von Kapital, welches sich selbst von Lateinisch „capitalis“ („den Kopf“ oder „das Leben betreffend“) ableitet, dieses selbst geht auf „caput“ – „Kopf“ zurück. Ab dem 16. Jahrhundert findet sich das italienische Lehnwort „capitale“ – „Vermögen“ im Sinne der Kopfzahl eines Viehbestandes, als Gegensatz zu den frisch geworfenen Tieren als „Zinsen“. Nach anderen Quellen machte schon im Lateinischen „caput“ und „capitalis“ einen Bedeutungswandel durch, der im Deutschen durch „Haupt-“ nachvollzogen wird. „Summa capitalis“ war die Hauptsumme in Wirtschaftsrechnungen, woraus „Kapital“ entstanden sei.

### Verbreitung
Ausgehend von diesem Wortstamm werden Worte wie Kapital und kapitalistisch bereits im 18. und 19. Jahrhundert gebraucht, jedoch in einem vagen und unspezifischen Sinn. Das französische Wort „capitaliste“ ist erstmals 1753 in Frankreich belegt und meint hier Person, die Güter besitzt. Julius von Soden verwendet in National-Oekonomie (1805) „kapitalistisch“, um einen „Überschuss an Genußstoff, ein[en] Vorrat“ zu bezeichnen. Theodor Mommsen verwendet das Wort Kapital in seiner Römischen Geschichte (1854–1856).
In seinem heutigen Sinn wird es erstmals von Richard de Radonvilliers 1842 verwandt. Weitere Belege für sein Auftreten finden sich bei Pierre Leroux 1848 und im Englischen erstmals bei William Thackeray 1854. Im Englischen geht seine weitere Verwendung wesentlich von David Ricardo aus. Zur Beschreibung einer Klassengesellschaft wird er vor Marx bereits 1840 in Louis Blancs Organisation du travail gebraucht; bereits dort ist er negativ besetzt. Karl Marx und Friedrich Engels sprechen zunächst von „kapitalistischer Produktionsweise“, später im ersten Bande von Das Kapital (1867) von Kapitalist. Das Wort Kapitalismus wird dagegen nur einmal in dem 1885 von Engels herausgegebenen zweiten Band von Das Kapital genannt. Häufiger findet sich das Wort Kapitalismus in der Korrespondenz und den späteren Schriften von Friedrich Engels.
Zu Beginn des 20. Jahrhunderts häuft sich seine Verwendung und erlangt Bekanntheit insbesondere durch Werner Sombarts Der moderne Kapitalismus (1902) sowie durch Max Webers Die protestantische Ethik und der Geist des Kapitalismus (1904).
Trotz der professoralen Genehmigung durch Sombart und Weber wurde der Begriff in der Wirtschaftswissenschaft bis in die späten 1920er-Jahre abgelehnt und für einen sozialistischen Begriff gehalten. Er kam jedoch im Kontext der sowjetischen Oktoberrevolution in den Zeitschriften immer häufiger vor. In den 1920er-Jahren handelte fast jeder Artikel der New York Times, der den Begriff erwähnte, von der Sowjetunion und ihren Herrschern Lenin, Trotzki und Stalin. Mit der Great Depression erfuhr das Wort „Kapitalismus“ eine Konjunktur und hielt Einzug in die amerikanischen Wirtschaftslehrbücher, wo man bald nur noch von zwei Wirtschaftssystemen sprach, den amerikanischen Kapitalismus und den sowjetischen Kommunismus.
Das Digitale Wörterbuch der deutschen Sprache gibt relativ zum DWDS-Korpus an, dass das Wort Kapitalismus im 20. Jahrhundert zunehmend benutzt wurde.

### Wahrnehmung
Kapitalismus ist ein Essentially Contested Concept und wird sehr unterschiedlich wahrgenommen. Bachinger/Matis unterscheiden drei verschiedene Wahrnehmungen.
In der markteuphorischen Wahrnehmung werden Kapitalismus und Marktwirtschaft de facto gleichgesetzt. Kapitalismus wird als entbehrlicher Begriff gesehen, der aus der „sozialistischen Mottenkiste“ komme.
In der marktkritischen Wahrnehmung steht Kapitalismus für ein ausschließlich an einer kapitalistischen Rationalität orientiertes Denken, das auf Profit und die optimierte Verwertung der eingesetzten Produktionsmittel abzielt, ohne dabei Aspekte der Nachhaltigkeit, der Ethik und möglicher sozialer Verwerfungen zu berücksichtigen.
In der sozialkritischen Wahrnehmung kommt der Phase des Hochkapitalismus eine besondere Bedeutung zu. Die Durchsetzung des Kapitalismus bewirkte demnach weitreichende Verschiebungen der Wirtschafts- und Gesellschaftsstruktur und einschneidende Brüche in den Lebens- und Arbeitsbedingungen. Es sei der Antagonismus zwischen Kapitaleignern und Kapitallosen (Proletariern) entstanden. Das „industrielle Proletariat“ hätte den Unternehmen als reichliche Reservearmee zur Verfügung gestanden und sei dadurch gezwungen gewesen, niedrige Löhne und materielle Unsicherheit in Kauf zu nehmen. Bei den meisten Industriearbeitern lagen die Löhne damals knapp am Existenzminimum. Frauen und Kinder mussten daher ebenfalls arbeiten gehen, um den Lebensunterhalt der Familie zu sichern. Arbeitszeiten von 16 Stunden pro Tag waren keine Seltenheit. Das rasante Wachstum der städtischen Ballungsräume führte zu einer dramatisch niedrigen Lebenserwartung. Die Polarisierung der Gesellschaft durch die Entstehung der „sozialen Frage“ als Folge des ungehemmten „Manchesterkapitalismus“ ist der soziale und wirtschaftliche Hintergrund der wirkungsmächtigen Kapitalismusanalyse von Karl Marx.

### Kapitalismus und Marktwirtschaft
Einige Autoren befürworten anstelle des in Deutschland als wertend verstandenen Begriffs Kapitalismus die neutralere Bezeichnung Marktwirtschaft. Unter angelsächsischen Ökonomen ist der Gebrauch des Begriffs capitalism durchgängig üblich. Nach John Kenneth Galbraith wurde der Begriff „market system“ in den USA nach dem Zweiten Weltkrieg gezielt eingeführt, da „capitalism“ durch die Weltwirtschaftskrise in Misskredit geraten war. Einige Politiker, Journalisten und Wissenschaftler bevorzugten den Begriff „Marktwirtschaft“, da die Frage des beherrschenden Einflusses von Unternehmen und allgemein die Frage wirtschaftlicher Macht so nicht thematisiert werden müsse. Lediglich als Bezeichnung für die moderne Finanzwelt habe sich der Begriff Kapitalismus halten können, da hier der Zusammenhang zwischen Vermögen und Macht besonders augenfällig sei.
Andere Autoren unterscheiden zwischen beiden Begriffen. Danach hänge das Vorliegen einer kapitalistischen Wirtschaftsordnung von den Eigentumsverhältnissen der Produktionsmittel ab, eine Marktwirtschaft zeichne sich durch die Koordination der Wirtschaftsprozesse über den Marktmechanismus aus. Beide Merkmale treten im Wirtschaftssystem der kapitalistischen Marktwirtschaft gemeinsam auf. Eine Marktwirtschaft könne theoretisch jedoch ebenso ohne Kapitalismus vorliegen (Beispiel: Sozialistische Marktwirtschaft in Jugoslawien) wie Kapitalismus ohne Marktwirtschaft (was auf die Wirtschaft im nationalsozialistischen Deutschland zutreffe). Gleichwohl treten die beiden letztgenannten Wirtschaftssysteme vergleichsweise selten auf. Mankiw und andere Autoren verstehen Kapitalismus als Marktwirtschaft mit Privateigentum an Produktionsmitteln, bezweifeln jedoch, dass Marktwirtschaft ohne Privateigentum funktionsfähig ist.

## Theoriegeschichte

### Vorklassische Ökonomen
Erste für den Kapitalismus grundlegende Ideen finden sich in der spätscholastischen Schule von Salamanca und bei den Physiokraten.

### Klassische Nationalökonomie

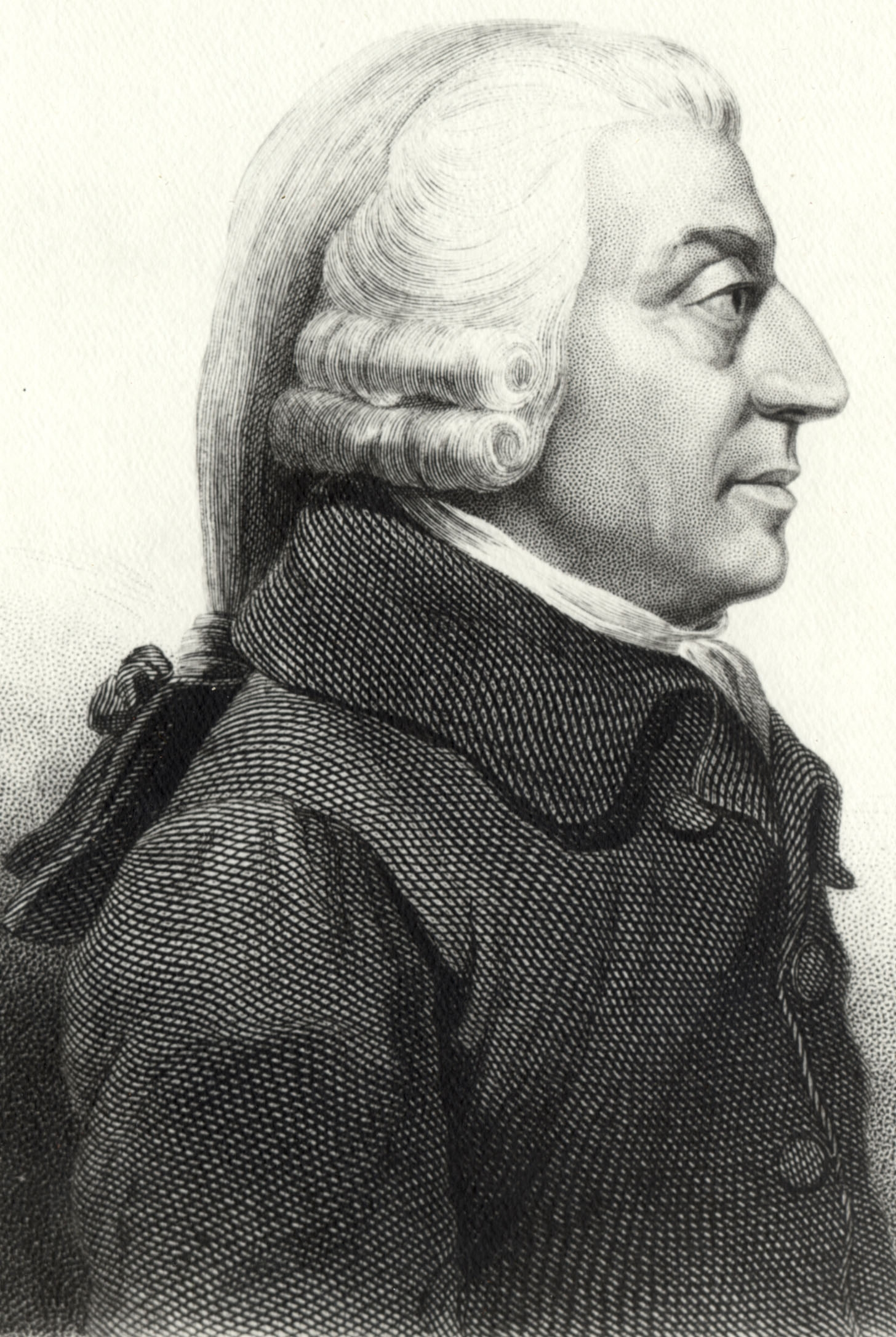
Adam Smith

Ein bedeutender Theoretiker des Kapitalismus ist der schottische Nationalökonom und Moralphilosoph Adam Smith (1723–1790) mit seinem Hauptwerk Der Wohlstand der Nationen (1776). Obgleich Smith oft als „Vater des Kapitalismus“ oder Ähnliches bezeichnet wird, benutzte er selbst den Ausdruck Kapitalismus noch nicht.
Smith beschreibt eine arbeitsteilige Gesellschaft, in der die Menschen Güter tauschen. Den Hang zum Tausch sieht Smith in der menschlichen Natur begründet. Im Gegensatz zu tierischen Individuen, die unabhängig voneinander leben, muss ein Mensch mit anderen Menschen kooperieren. Die Individuen tauschen dabei aus Eigennutz. Die sich entwickelnde Arbeitsteilung bzw. Spezialisierung steigert die Produktivität, die der entscheidende Faktor ist, um den Wohlstand eines Landes zu steigern: sie steigert das Geschick des Arbeiters in seinem Bereich, spart Zeit und regt den Arbeiter dazu an, nützliche Maschinen zu erfinden, die die Arbeit erleichtern.
Geld ist in der kommerziellen Gesellschaft ein nützliches Tausch- und Rechenmittel. Smith vertritt eine Funktionstheorie des Geldes. Als die Menschen begannen, arbeitsteilig zu produzieren, bemerkten Warenproduzenten, dass sie leichter ihre Güter tauschen konnten, wenn sie über einige Güter verfügten, die fast alle Tauschenden akzeptierten. Die Menschen bevorzugten mit der Zeit Metalle, da diese lange haltbar und gemäß den Bedürfnissen der Tauschenden beliebig teilbar waren bzw. wieder vereint werden konnten. Staatliche Autoritäten übernahmen die Kontrolle der Qualität und Quantität des Metallgeldes. Die klassische Vorstellung, dass Geld neutral ist, findet sich auch bei Smith. Geld ist jedoch zumindest nicht wachstumsneutral, da es den Tausch erleichtert und das reale Wachstum eines Landes fördert.
Die Gesellschaft gliedert sich in drei Hauptklassen: Landbesitzer, Lohnarbeiter und Kapitalbesitzer. Diese verfügen jeweils über die grundlegenden Einkommensquellen Grundbesitz, Arbeit und Kapital, mit denen sie entsprechende Einkommensarten beziehen, nämlich Grundrente, Lohn und Profit. Dass es sich um Lohnarbeiter handelt, die sich auf Arbeitsmärkten anbieten, impliziert einen Bruch mit feudalen Abhängigkeitsverhältnissen.
Zwar ist es prinzipiell möglich, dass eine Person mehrere Einkommensquellen hat, wie etwa ein selbstständiger Arbeiter, bei dem Lohn und Profit zusammenfallen, aber Smith hielt solche Fälle für Ausnahmen. Typischerweise bestellen Arbeiter das Land eines Grundbesitzers und müssen diesem von ihrem Produkt etwas abgeben, so dass er Grundrente bekommt. Oft haben sie keine Mittel, um sich bis zur Ernte zu erhalten. Ein Pächter zahlt ihnen Lohn und versorgt sie bis dahin. Der Pächter eignet sich einen Teil des Produktes als Profit an. Dieses Prinzip gilt in vielen Branchen: ein Kapitalbesitzer schießt den mittellosen Arbeitern Löhne und Material vor; diese setzen dem Material neuen Wert zu, von dem sich der Kapitalbesitzer einen Teil als Profit aneignet. Zudem kann der Kapitalbesitzer sein Kapital verleihen, um Zins zu erzielen. Laut Smith konfligieren die Interessen. Die besitzende Klasse will den Arbeitern möglichst wenig zahlen, während die Arbeiter möglichst viel wollen. Die Besitzer von Land und Kapital behalten meist die Oberhand: sie können sich aufgrund ihrer geringeren Anzahl leichter organisieren, sie können dank ihres Vermögens länger durchhalten und im Gegensatz zu den Arbeitern verbietet ihnen der Staat es nicht, sich zusammenzuschließen, um die Lohnhöhe zu bestimmen.
Sowohl in einem Entwurf zum Wealth of Nations als auch in diesem selbst konstatiert Smith, dass in der modernen Gesellschaft Eigentum ungleich verteilt ist, dass Besitzeinkünfte oft auf fremder Arbeit beruhen und dass der Staat diese Verhältnisse schützt; aber Smith hält dem dezidiert die Vorteile entgegen: dank der Arbeitsteilung steigt der Lebensstandard auch der untersten Schichten und die Reallöhne sind höher als in früheren Zeiten, die dem Privatbesitz an Boden und der Kapitalbildung vorausgingen, so dass der Arbeiter das ganze Produkt seiner Arbeit besaß. Smith bemerkt auch einige negative Folgen der Spezialisierung. Sie bewirkt, dass der einzelne Arbeiter seine körperlichen, geistigen und sozialen Potenziale kaum entfaltet; das Individuum büßt an kämpferischen Fähigkeiten, der Fähigkeit, über das Allgemeinwohl zu urteilen, und den Sinn für kulturelle Freuden ein. Smith hält das Problem jedoch für lösbar, indem der Staat seine Bürger bildet. Zudem hält er auch hier die Vorteile entgegen. Je wohlhabender ein Staat ist, desto bessere Armeen und umso größere Sicherheit kann er sich leisten. Die Gesellschaft als Ganzes betrachtet erwirbt neue Kenntnisse und die Arbeitsteilung sorgt für gegenseitige Abhängigkeit, was den sozialen Zusammenhang stärkt.
Smith begreift Kapital als einen profitablen Gütervorrat. Wenn jemand über einen hinreichend großen Vorrat verfügt, mit dem er sich über Monate oder Jahre erhalten kann, dann wird er wahrscheinlich einen Teil anwenden wollen, um damit ein Einkommen zu erzielen. Nur diesen Teil des Vorrats nennt Smith Kapital; der restliche Teil, welcher der unmittelbaren Konsumtion bzw. dem Selbsterhalt dient, ist nach Smith kein Kapital. Smith wendet seinen Begriff auf Individuen und auf Gesellschaften an. Er bemerkt jedoch einen Unterschied. Ein Individuum kann einen Teil seines Gütervorrats, der für den unmittelbaren Konsum gedacht ist, als sein Kapital nutzen, indem es ihn verleiht, vermietet usw. Im Gegensatz dazu kann eine Gesellschaft nur dadurch vermögender werden, indem sie mehr produziert. In volkswirtschaftlicher Sicht ist der Umfang des Kapitalbegriffs somit auf Güter, die zur Produktion dienen, beschränkt. Laut Eugen von Böhm-Bawerk habe Smiths volkswirtschaftlicher Kapitalbegriff den privatwirtschaftlichen zurückgedrängt und die gewöhnliche Bedeutung des wissenschaftlichen Terminus Kapital wesentlich geprägt. Zwar hätten Ökonomen den neuen volkswirtschaftlichen Begriff fruchtbar angewandt, aber Smith und seine Nachfolger hätten nicht klar genug gesehen, dass das Wort Kapital zwei ganz verschiedene Kapitalbegriffe meine: der volkswirtschaftliche Begriff behandle einen Produktionsfaktor und gehöre der Produktionstheorie an, wohingegen der privatwirtschaftliche Begriff eine Einkommens- bzw. Rentenquelle behandle und zur Verteilungstheorie gehöre.
Smith entwickelte eine Produktionskostentheorie des Wertes. Smith hält Arbeit für das universelle Wertmaß für den Tauschwert einer Ware. Gemessen wird der Tauschwert in der Menge fremder Arbeit, die der Warenbesitzer mit seiner Ware kommandieren kann. In der zivilisierten Gesellschaft wird die Wertgröße typischerweise durch Grundrente, Profit und Lohn reguliert: der natürliche Preis einer Ware deckt sich mit den natürlichen Erträgen der Faktoren Arbeit, Boden und Kapital, die in ihre Produktion eingehen und entsprechend durch die durchschnittliche Lohn-, Renten- bzw. Profitrate bestimmt werden. Die Marktpreise, die sich um die natürlichen Preise bewegen, tendieren langfristig zu den natürlichen Preisen, indem Kapitalakkumulation und Konkurrenz dazu führen, dass Lohn, Grundrente und Profit zu ihren natürlichen Raten tendieren. Smiths Theorie beeinflusste Jean-Baptiste Say (1767–1832) und John Stuart Mill (1806–1873) und tauchte später bei Alfred Marshall (1842–1924) auf. An Smiths Werttheorie wurde kritisiert, dass der Status des Kapitalprofits unklar ist: einerseits soll der Profit dadurch entstehen, dass der Kapitalist sich einen Teil vom Wert, den der Arbeiter den Produktionsmitteln hinzufügt, aneignet; andererseits werden Lohn, Grundrente und Profit als eigenständige, voneinander unabhängige Determinanten der Wertgröße bzw. als ursprüngliche Wertquellen behandelt. Ersteres hält Joseph Alois Schumpeter (1883–1950) als Vorlage für spätere Ausbeutungstheorien.
Die Kapitalakkumulation hielt Smith für wesentlich, um den Reichtum eines Landes zu mehren. Um den Wert des Gesamtproduktes eines Landes zu steigern, braucht es typischerweise mehr Kapital, um mehr Arbeiter zu beschäftigen oder eine höhere Produktivität der Arbeit zu erzielen, die durch Arbeitsteilung bzw. bessere Maschinerie erreicht wird. Smiths Vorstellungen stehen in Zusammenhang mit seinen stoischen Überzeugungen. Demnach waltet ein göttlicher Plan im Universum, der zum Wohle des Ganzen und zu allgemeiner Harmonie tendiert und in dem jedes Ereignis seinen Platz und Sinn hat; der Mensch sollte diese Ordnung sich entfalten lassen. In Wealth of Nations überträgt Smith dieses Prinzip auf den Bereich der Wirtschaft: indem die Individuen ihre eigenen Interessen verfolgen, fördern sie unbeabsichtigt das Wohl der Allgemeinheit. Die sogenannte unsichtbare Hand wird unter anderem durch die Kapitalakkumulation vermittelt: dass die Kapitalbesitzer nach Profit streben, führt zu höherer Produktivität und zu höheren Reallöhnen; Kapital und Ressourcen werden optimal allokiert, da der Kapitalbesitzer sein Kapital in Branchen anlegen wird, wo er sich den meisten Profit erhofft, und da er in seiner Branche um des Profits willen im Rahmen seiner Möglichkeiten die beste Maschinerie und Arbeitsteilung einführen wird.
Smith vertraut in wirtschaftliche Freiheit. An einigen Stellen in Wealth of Nations reicht dieses bis zum Glauben an die Selbstheilungskräfte des Marktes: der menschliche Trieb, seine eigene Situation zu verbessern, könne letztlich auch über administrative und politische Fehler siegen. Smith hält jedoch auch bestimmte Staatsaufgaben für notwendig: der Staat muss das Land vor äußeren Feinden schützen, ein funktionierendes Rechtssystem schaffen sowie für Infrastruktur und Bildungseinrichtungen sorgen. Ferner plädiert Smith für mehrere Beschränkungen. Das betrifft etwa gesundheitspolizeiliche Maßnahmen, die Berufszulassung, die Notenausgabe von Privatbanken, die Beschränkung des Zinsfußes, Zollregelungen oder die staatliche Förderung von Branchen, die der Verteidigung dienen. Er betont mehrfach die Gefahr, dass einige Mitglieder der besitzenden Klassen sich zusammenschließen, um Monopole zu bilden; Smith hält es jedoch für unmöglich, derartige Zusammenkünfte mit Gesetzen zu unterbinden, die mit Freiheit und Gerechtigkeit verträglich oder überhaupt umsetzbar sind, und empfiehlt, der Staat sollte solche Zusammenschlüsse nicht begünstigen.
Im vierten Buch wendet er sich gegen den vorherrschenden Merkantilismus, der Außenhandel als ein Nullsummenspiel betrachtete. Er entwickelt als Gegenmodell die Theorie vom absoluten Kostenvorteil, bei der durch Arbeitsteilung alle beteiligten Länder profitieren würden. David Ricardo führt Smiths Ideen in der Theorie vom komparativen Kostenvorteil fort.
Oft wird Smith als Theoretiker eines modernen bzw. industriellen Kapitalismus betrachtet. Kritische Stimmen wie David McNally (* 1953) entgegnen, dass man im Falle von Smith noch von einem agrarisch geprägten Kapitalismus sprechen sollte. Smith betrachtet den Agrarsektor als den produktivsten Sektor und entwickelt ein an der landwirtschaftlichen Produktion orientiertes Wachstumsmodell. Die Grundbesitzer sollen Politik machen: sie bleiben durch ihren Besitz dem Staatsgebiet verhaftet und profitieren vom wirtschaftlichen Fortschritt ihres Staates; die Produzenten und Händler hingegen neigen dazu, den wirtschaftlichen Fortschritt zu behindern, indem sie Monopole bilden, wenn die Wirtschaft wächst und dabei die durchschnittliche Profitrate zu sinken tendiert.
Entgegen der späteren historischen Entwicklung bezweifelt Smith, dass eine Joint Stock Company sehr erfolgreich sein kann. Smith behandelt solche Gesellschaften erst in der dritten Ausgabe des Wealth of Nations bzw. im fünften Buch über die Einnahmen des Staates und thematisiert sie als Anbieter öffentlicher Arbeiten und Institutionen, die den Handel in bestimmten Branchen erleichtern sollen. Unter joint stock company versteht Smith Gesellschaften, die über einen gemeinsamen Stock und einen entsprechenden Profit verfügen, an dem jeder Gesellschafter gemäß seinem Anteil beteiligt wird; zwar können die Gesellschafter nicht zurücktreten und den Geldwert ihres Anteils von der Gesellschaft zurückfordern, aber jeder kann seinen Anteil frei auf andere übertragen; jeder Gesellschafter haftet nur beschränkt; Besitz und Management sind voneinander getrennt. Smith bemerkt, dass solche Gesellschaften selbst mit Privilegien oft scheitern. Ein wesentlicher Grund ist ihre mangelhafte Organisation: während die Besitzer oft nicht viel vom Geschäft verstehen, gehen die Manager fahrlässiger mit dem Kapital der Gesellschaft um, da es nicht ihr eigenes ist. Laut Smith können solche Gesellschaften nur in bestimmten Branchen erfolgreich sein, in denen sie routiniert agieren können, wie im Bankwesen, in bestimmten Versicherungsgeschäften sowie bei der Bereitstellung von Wasserkanälen und der öffentlichen Wasserversorgung. Zudem hält Smith eine Joint Stock Company nur dann für vernünftig, wenn sie der Allgemeinheit nützt und ihr Anliegen relativ große Kapitalsummen erfordert.

### Marxismus

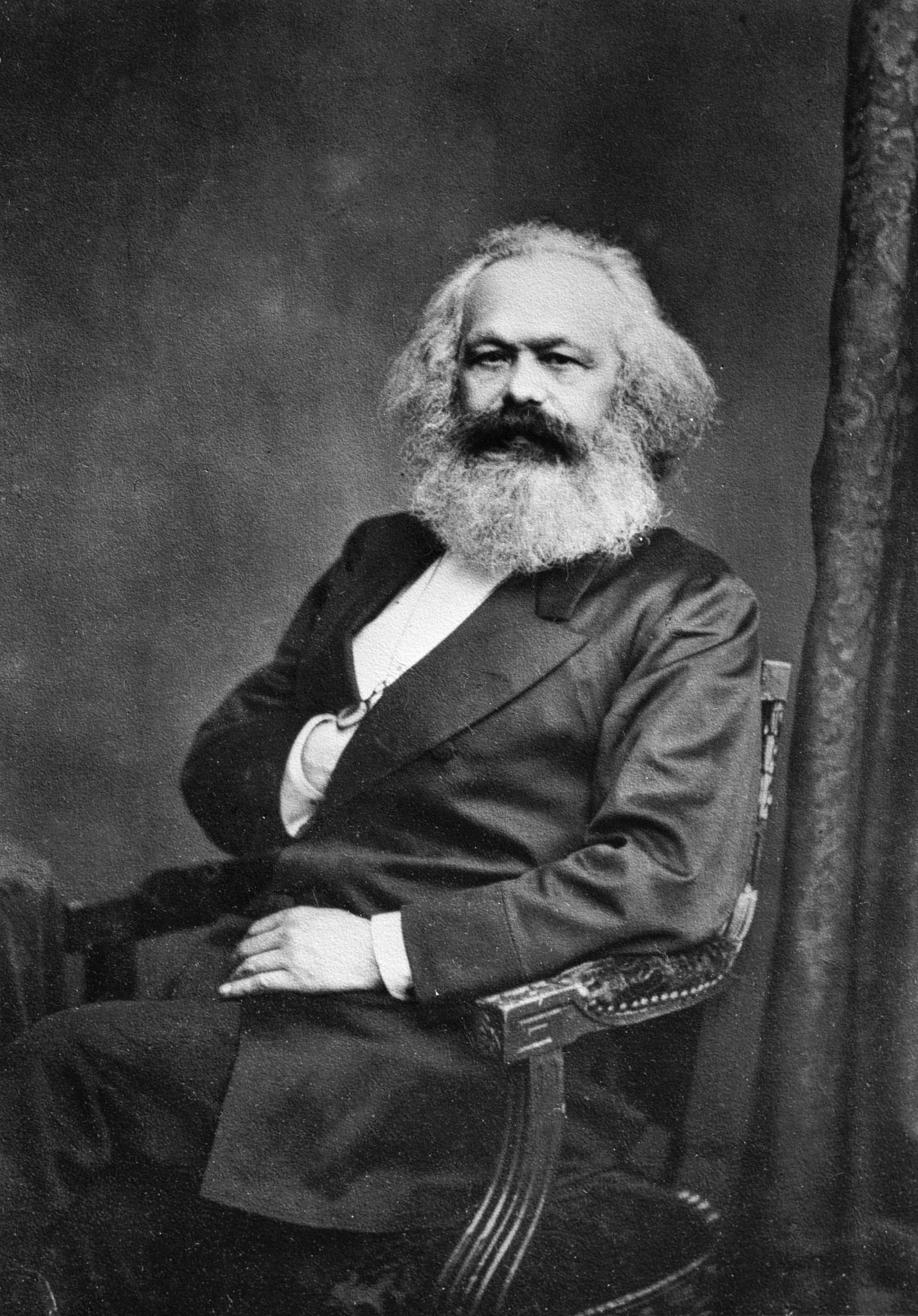
Karl Marx

„Kapitalismus“ bezeichnet in der marxistischen Tradition „die auf Warenproduktion, Marktwirtschaft, Investition von Kapital, Lohnarbeit und Profit beruhende Produktionsweise“ als auch die „von der Herrschaft des Kapitals bedingten sozialen, politischen, rechtlichen und kulturellen Verhältnisse als Gesellschaftsordnung“.
Karl Marx (1818–1883) benutzte den Begriff Kapitalismus in seinen Werken selten, stattdessen sprach er von „kapitalistischer Produktionsweise“. Marx wollte in Das Kapital kein sozialistisches System begründen. Er kritisierte die Disziplin der politischen Ökonomie hinsichtlich ihres Erkenntnisinteresses und ihrer fundamentalen Kategorien. Er wollte nicht primär den englischen Industriekapitalismus des 19. Jahrhunderts beschreiben. Dieser diente ihm zur Illustration. An erster Stelle erforschte Marx die Bewegungsgesetze, die für die kapitalistische Produktionsweise wesentlich sind, unabhängig davon, wie weit diese Produktionsweise jeweils entwickelt ist. Durch den Einblick in deren Funktionsweise wollte Marx zeigen, dass diese Produktionsweise nicht im Interesse der Arbeiter ist, damit diese die bestehenden Verhältnisse umstoßen.

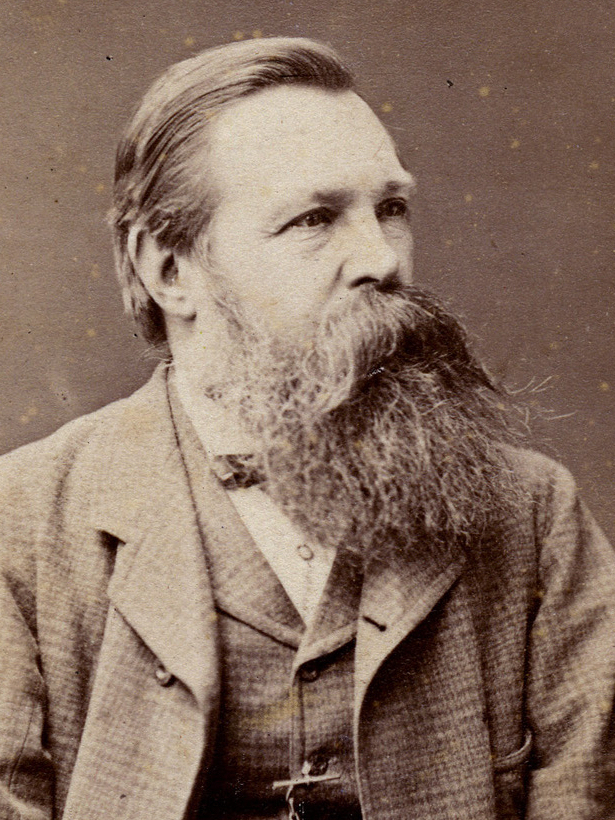
Friedrich Engels

Marx untersucht zunächst die Warenform, die er für fundamental erachtet, um die kapitalistische Produktionsweise verstehen zu können. Eine Ware ist ein Produkt menschlicher Arbeit, das einen Gebrauchswert hat, für andere produziert worden ist und im Tausch auf dem Markt erworben wird. Im Tauschwert der Ware erscheint ihr abstrakter Wert. Gemäß der Gebrauchswert-Tauschwert-Unterscheidung unterscheidet Marx auch verschiedene Arten von Arbeit. Konkrete Arbeit ist Verausgabung menschlicher Arbeitskraft in einer bestimmten Form, die sinnlich wahrnehmbar ist und einen bestimmten Warenkörper hervorbringt. Werden zwei Arbeitsprodukte aber getauscht, dann werden sie als Wertdinge einander gleichgesetzt. Es wird dabei von ihren physischen Aspekten abstrahiert. Die Arbeit, von der im Falle der Arbeitsprodukte noch gesprochen werden kann, ist Verausgabung menschlicher Arbeitskraft unter Abstraktion von ihrer konkreten Form; die abstrakte Arbeit bildet die gemeinsame gesellschaftliche Substanz der Waren, die ihnen als Wertdingen zukommt. Wertding zu sein, ist keine physische Eigenschaft einer einzelnen Ware, sondern ein rein soziales Konstrukt, das an der einzelnen Ware nicht fassbar ist, sondern nur in Beziehung zu anderer Ware erscheinen kann. Wert bzw. abstrakte Arbeit ist ein gesellschaftliches Geltungsverhältnis: in einer hochgradig arbeitsteiligen Gesellschaft, deren Mitglieder ihre Produkte auf dem Markt tauschen, stellen die Produzenten ihren gesellschaftlichen Zusammenhang über ihre Produkte her; erst im Tausch zeigt sich, ob die individuelle konkrete Arbeit Anteil an der Gesamtarbeit der Gesellschaft hat. Wie sehr die konkrete Arbeit eines Produzenten als wertbildende abstrakte Arbeit gilt, hängt von drei Reduktionen ab, die die Produzenten durch den Tausch vollziehen: die individuelle Arbeit eines Produzenten wird auf die normalen Produktionsbedingungen bzw. die gesellschaftlich notwendige Arbeitszeit reduziert; neben diesem technischen Aspekt hängt die Wertgröße auch vom zahlungskräftigen Bedürfnis der Gesellschaft ab; schließlich wird komplizierte Arbeit auf einfache Arbeit, die jedes durchschnittliche Individuum verrichten kann, reduziert und gilt wertbildender als die einfache Arbeit.
Marx kritisiert an den Klassikern nicht nur, dass sie das Wesen der abstrakten Arbeit nicht erkannt hätten, sondern auch, dass sie den Zusammenhang von Wert und Wertform nicht erfasst hätten. Während die Klassiker Geld als etwas behandeln, das die Warenbesitzer bewusst wählen, weil sie es nützlich finden, um den Warentausch zu erleichtern, fasst Marx Geld als etwas Notwendiges auf. Wert braucht eine angemessene Wertform. Geld ist die selbstständige Wertgestalt, die Wert als solchen verkörpert und als gesellschaftlich allgemeingültige Wertform dient. Erst mittels des Geldes können sich Waren als solche aufeinander beziehen; erst dadurch können die individuellen, konkreten Arbeiten als abstrakte Arbeit gelten und die atomisierten Warenproduzenten ihren gesellschaftlichen Zusammenhang herstellen. Marx nimmt an, dass Geld an eine Ware bzw. an Gold gebunden sein muss. Da seit der Auflösung des Bretton-Woods-Systems die Goldbindung aufgehoben ist, wird kritisiert, Marx werde in dieser Hinsicht seinem Anspruch, die wesentlichen Charakteristika der kapitalistischen Produktionsweise zu erfassen, nicht gerecht.
Die Ware wird dann zum Fetisch. Indem die Privatproduzenten einer arbeitsteiligen Gesellschaft ihre Produkte über einen Markt tauschen, übertragen sie den sozialen Charakter ihrer Arbeit auf Dinge und ihr gesellschaftliches Verhältnis wird ein Verhältnis zwischen Dingen; daher kommt es, dass diejenigen, die in dieser Praxis gefangen sind, Wert für eine dingliche Natureigenschaft einer Ware halten, bzw. ihnen alle Arbeitsprodukte überhistorisch als Waren gelten, unabhängig in welchem sozialen Kontext sie eigentlich erzeugt worden sind. Wert als soziales Verhältnis, das über Dinge vermittelt ist, wirkt aber insofern tatsächlich als eine objektive Gewalt, als dass sich der soziale Zusammenhang, in dem sich die Warenproduzenten befinden, verselbstständigt und seine Eigendynamik entwickelt hat, die sich dem Einzelnen gegenüber als Sachzwang durchsetzt: kein Einzelner kann die Entwicklung des Warenmarktes völlig sicher vorhersagen oder kontrollieren; jedoch muss sich der Einzelne dieser Entwicklung unterwerfen, denn von dieser hängt ab, ob und wie viele Waren, bzw. zu welchem Wert er diese absetzen kann. Auf dem Warenfetisch bauen der Geldfetisch und der Kapitalfetisch auf.
Nach Marx hängen eine entwickelte, verbreitete Warenproduktion und die kapitalistische Produktionsweise eng miteinander zusammen. Oberflächlich betrachtet erscheint die kapitalistische Wirtschaft als Zirkulation von Ware und Geld, welche die übliche Verkehrsform darstellt. Jemand produziert eine Ware, die für ihn kein Gebrauchswert ist, verkauft sie gegen Geld und kauft damit Waren, die er konsumieren will, so dass er sein Geld verausgabt hat. Der Vorgang findet sein Maß am Bedürfnis und sein Ende mit dessen Befriedigung. Diese einfache Warenzirkulation fasst Marx in der Formel W – G – W (Ware – Geld – Ware). Nach Marx können Wert und Geld als verselbständigte Form des Werts jedoch nur dann dauerhaft die Wirtschaft dominieren, wenn der Wert eine bestimmte Bewegung durchläuft, nämlich die Kapitalbewegung G – W – G‘ (Geld – Ware – mehr Geld). Kapital ist prozessierender Wert bzw. Wert, der sich verwertet und dabei Geld- und Warenform annimmt. Im Gegensatz zur einfachen Zirkulation ist die Kapitalbewegung ohne immanentes Ende und ohne inneres Maß. Das Wertwachstum wird zum Selbstzweck. Kapitalistische Warenproduktion dient also primär der Kapitalverwertung und sekundär der Bedürfnisbefriedigung. Das Kapital bedarf dabei des Geldes: Die Bewegung beginnt und endet mit Geld; nur mittels des Geldes kann die Identität des Wertes mit sich selbst festgestellt werden.
Der Kapitalist als solcher leiht dem Kapital sein Bewusstsein und seinen Willen und wird so zum Träger der Bewegung; das Kapital seinerseits ist das automatische Subjekt: Es ist zwar leblos, aber leitet die Bewegung. Der Kapitalist muss nach einer größtmöglichen Verwertung seines Kapitals streben, um immer wieder die Mittel zu haben, mit denen er sein Unternehmen modernisieren kann; nur so kann er sich langfristig in der Konkurrenz als Kapitalist erhalten.
Die Differenz von G‘ und G nennt Marx Mehrwert. Der Begriff des Mehrwerts hat keine unmittelbare empirische Entsprechung; der Mehrwert erscheint in den Formen Profit, Zins und Grundrente. Diese Formen werden von Marx jedoch erst im dritten Band von Das Kapital behandelt. Das Fehlen eines allgemeinen Begriffes betrachtete Marx als Mangel der Klassiker. Im ersten Band setzt Marx zunächst voraus, dass in der Bewegung G – W – G‘ nur Wertäquivalente gegeneinander getauscht werden, und will erklären, wie Mehrwert möglich ist. Damit gesamtgesellschaftlich neuer Wert entstehen kann und nicht einfach bestehender Wert zwischen tauschenden Individuen umverteilt wird, muss der Kapitalist auf dem Markt eine Ware finden, die mehr Wert schafft, als sie selbst kostet: die menschliche Arbeitskraft. Es braucht dazu den doppelt freien Arbeiter: zwar darf er seine Arbeitskraft als Ware verkaufen und Verträge schließen, aber er ist auch frei von Subsistenzmitteln, so dass er seine Arbeitskraft an einen Kapitalisten verkaufen muss.
Der Arbeiter erhält nicht den gesamten Wert, den er schafft, sondern den Wert der Arbeitskraft. Dieser Wert ist gleich derjenigen Lebensmittelmenge, die als notwendig gilt, damit sich eine durchschnittliche Arbeitskraft reproduzieren kann. Der Ausdruck Lebensmittel ist hierbei in einem weiten Sinne zu verstehen: er meint nicht nur Nahrungsmittel, sondern auch Kleidung, Wohnung usw. Es geht nicht nur um das Nötige zur Erhaltung eines Individuums, sondern auch um das Nötige zur Erhaltung einer Arbeiterfamilie, denn die Klasse als solche muss sich reproduzieren können; ebenso gehören auch Bildungskosten für die heranwachsende Generation dazu. Was als notwendig gilt, hängt von historischen und moralischen Faktoren ab; das kann von Land zu Land und mit der Zeit variieren. Ferner hängt der Umfang auch davon ab, was die jeweilige Arbeiterklasse als notwendig geltend macht.
Das Klassenverhältnis, in dem eine Klasse nicht nur für sich selbst arbeitet, sondern auch ein Mehrprodukt schafft, das sich eine andere Klasse aneignet, nennt Marx Ausbeutung. Spezifisch für die Ausbeutung im Kapitalismus ist, dass der Arbeiter, im Gegensatz zum Sklaven oder einem leibeigenen Bauern, rechtlich frei und dem Kapitalisten gleichgestellt ist. Ihr Verhältnis ist jedoch durch Sachzwänge gekennzeichnet: der Arbeiter muss seine Arbeitskraft verkaufen, der Kapitalist muss die Arbeitskraft möglichst ausbeuten. Spezifisch ist auch, dass die Ausbeutung nicht primär am Gebrauchswert orientiert ist bzw. dem Konsum des Kapitalisten dient, sondern auf den Tauschwert bzw. auf größtmögliche Verwertung gerichtet ist. Zudem ist die kapitalistische Ausbeutung durch die Mystifikation der Lohnform schwerer erkennbar: aus den Produktionsverhältnissen selbst entspringt die gängige Vorstellung, wonach mit dem Lohn nicht der Wert der Arbeitskraft, sondern der „Wert der Arbeit“ gezahlt würde. „Auf dieser Erscheinungsform, die das wirkliche Verhältnis unsichtbar macht und grade sein Gegenteil zeigt, beruhn alle Rechtsvorstellungen des Arbeiters wie des Kapitalisten, alle Mystifikationen der kapitalistischen Produktionsweise, alle ihre Freiheitsillusionen, alle apologetischen Flausen der Vulgärökonomie.“ Zu beachten ist, dass Marx keine moralischen Werturteile über den Kapitalisten fällen will. Bekommt der Arbeiter mit seinem Lohn den Wert der Arbeitskraft bezahlt, gilt diese Entlohnung den Regeln des Warentausches als angemessen. Somit unterscheidet sich Marx von den moralisierenden so genannten ricardianischen Sozialisten, wie etwa Thomas Hodgskin (1787–1869).
In seinen Frühschriften, unter anderem in den Ökonomisch-philosophischen Manuskripten (1844), betont Marx den Aspekt der Entfremdung. Die Arbeiter würden dem Produkt ihrer Arbeit entfremdet, weil dieses, von den Kapitalisten angeeignet, die Form des Kapitals annehme, das die Arbeiter beherrsche. Wesentliche Potentiale und Entfaltungsmöglichkeiten des menschlichen „Gattungswesens“, das heißt der menschlichen Schaffensmöglichkeiten, würden so „pervertiert“ und durch eine subtile Form der Knechtschaft ersetzt, auch wenn diese auf einer scheinbaren, jedoch nur juristischen Freiheit beruhe. Arbeit sei im Kapitalismus nicht eine Möglichkeit der Selbstverwirklichung, sondern durch den Lohnarbeiterstatus erzwungene Arbeit. Es ist umstritten, ob Marx' Entfremdungstheorie in Das Kapital noch relevant ist, da Marx schon vor dem Erscheinen seines Hauptwerkes mit der Annahme eines festen menschlichen Gattungswesens gebrochen hatte.
Die Grundlage der Mehrwertproduktion ist das industrielle Kapital. Während Marx im ersten Band von Das Kapital den unmittelbaren Produktionsprozess behandelt, erschließt er im zweiten Band die Einheit von Produktion und Zirkulation. Wie Marx im zweiten Band beschreibt, durchläuft das industrielle Kapital die Bewegung G – W … P … W‘ – G‘. In der ersten Zirkulationsphase G – W kauft der Kapitalist Waren bzw. Produktionsmittel und Arbeitskraft. Im Produktionsprozess überträgt der Arbeiter den Wert der Produktionsmittel auf die neue Warenmenge W‘ und schafft einen Neuwert. Der Neuwert umfasst einen Teil, der dem Lohn entspricht, und den anderen Teil eignet sich der Kapitalist beim Verkauf als Mehrwert an. Marx spricht daher im Falle der Produktionsmittel von konstantem Kapital und im Falle des Kapitals, das in Löhne investiert worden ist, von variablem Kapital, da es hier zu einer Wertänderung kommt. In der zweiten Zirkulationsphase W‘ – G‘ wird die höherwertige Warenmenge gegen mehr Geld verkauft, als ursprünglich vorgeschossen worden ist. Spezifisch für das industrielle Kapital ist der Formwandel: das Kapital startet als Geldkapital, erzeugt als produktives Kapital bzw. als Produktionsmittel und Arbeitskraft neuen Wert und geht zum Warenkapital über, das wieder zur Geldform zurückkehrt, so dass das Kapital sich verwertet hat und einen neuen Kreislauf beschreiten kann; in der Form des Handelskapitals und des zinstragenden Kapitals, die eigentümliche Kreisläufe durchlaufen, kann sich das Kapital den Mehrwert zwar aneignen, aber nicht erzeugen.
Der Verwertungsgrad wird mittels der Mehrwertrate m / v gemessen. Der Kapitalist versucht sein Kapital möglichst zu verwerten, indem er die Arbeitszeit verlängert (absoluter Mehrwert) oder die Produktivkraft der Arbeit erhöht (relativer Mehrwert). Schießt er Mehrwert als Kapital vor, so spricht Marx von Akkumulation.
Die Profitform des Mehrwerts macht die Ausbeutung schwerer erkennbar. Marx unterscheidet im dritten Band von Das Kapital den Mehrwertbegriff vom Profitbegriff. Ersterer ist der Begriff seiner wissenschaftlichen Analyse, um ein gesellschaftliches Verhältnis bzw. um Ausbeutung aufzudecken. Mit dem Profitbegriff wird der Mehrwert m ins Verhältnis zum ganzen vorgeschossenen Kapital G bzw. c + v gesetzt. Zwar ist dem Kapitalisten klar, dass der Profit entsteht, indem er Arbeitskraft und Produktionsmittel anwendet, aber er glaubt, dass sowohl das konstante Kapital c als auch das variable Kapital v wertschaffend ist. Die Ansicht, dass das konstante Kapital Wert schafft, wird durch die Mystifikation des Lohnes begünstigt. Der Profitbegriff mystifiziert somit das Bewusstsein: in der Vorstellung wird der eigentliche Sachverhalt ins Gegenteil verkehrt und der Wertzuwachs erscheint als Frucht des Kapitals.
Das Verhältnis der Einzelkapitale zum gesellschaftlichen Gesamtkapital untersucht Marx auf verschiedenen Ebenen. Im ersten Band betrachtet Marx das Gesamtkapital eher als Summe der Einzelkapitale. Indem die Einzelkapitale akkumulieren, akkumuliert das Gesamtkapital; ceteris paribus konzentriert der Kapitalist mehr Kapital bzw. Produktionsmittel und Arbeitskraft in seinen Händen; diese Konzentration ermöglicht, dass sich Teile eines Kapitals loslösen und eigenständig werden. Sie bilden somit das Material für die Zentralisation: indem die Kapitale miteinander konkurrieren und dabei das Kreditsystem nutzen, treiben sie die Verschmelzung der Kapitale an. Im zweiten Band stellt Marx fest, dass das Gesamtkapital durch die Einzelkapitale gebildet wird, die über die Warenzirkulation miteinander verbunden sind; damit sich das Gesamtkapital reproduzieren bzw. akkumulieren kann, müssen die Elemente des Gesamtproduktes in bestimmten quantitativen und Wertverhältnissen zueinander stehen. Im dritten Band beschreibt er, wie dadurch, dass die Einzelkapitale miteinander konkurrieren, die einzelnen Profitraten dazu tendieren, sich zu einer allgemeinen bzw. durchschnittlichen Profitrate auszugleichen. Wenn es möglich ist, wird Kapital dorthin fließen, wo die Verwertungsbedingungen besser sind. Es wird aus Branchen mit schlechteren Verwertungsbedingungen abgezogen, so dass dort der Konkurrenzdruck abnimmt und die Preise steigen können; es fließt in Branchen mit besseren Verwertungsbedingungen, wodurch der Konkurrenzdruck zunimmt und die Preise sinken.
Im ersten und zweiten Band von Das Kapital setzte Marx voraus, dass Waren gemäß ihrer Werte getauscht werden. Die allgemeine Profitrate, die Marx im dritten Band entwickelt, impliziert jedoch zweierlei: einerseits ist es so, dass Preise typischerweise nicht den Wert einer Ware adäquat ausdrücken; andererseits ergibt sich, dass die Gesamtmasse des Mehrwerts zwischen den Kapitalisten umverteilt wird. Jeder Kapitalist bekommt einen Profit, dessen Größe davon abhängt, wie viel Kapital der betreffende Kapitalist angewandt hat. Marx‘ Versuch, Werte in Produktionspreise umzurechnen, wird bis heute als Transformationsproblem diskutiert.
Marx‘ Studien des Kreditsystems sind unfertig. Es wird aber im dritten Band von Das Kapital deutlich, dass er dem Kreditsystem eine zentrale Rolle zukommen lässt. Das wachsende Kreditsystem aus Banken und Kapitalmärkten vermittelt die Bewegung des zinstragenden Kapitals. Es bestimmt strukturell die Akkumulation des gesellschaftlichen Gesamtkapitals: die Kreditmittel sind wichtig, damit der gesamtgesellschaftliche Mehrwert realisiert werden kann; das Kreditsystem ermöglicht es dem einzelnen Kapitalisten, über seine eigenen finanziellen Grenzen hinauszugehen, schneller zu akkumulieren und in neue Produktionsweisen zu investieren; schließlich wird auch der Mechanismus, der zur allgemeinen Profitrate führt, vor allem durch Kreditflüsse zwischen verschiedenen Branchen vermittelt. Marx' Ansatz widerspricht somit der Annahme, dass Geld neutral ist.
Während sich moderne ökonomische Theorien, wie etwa Theorien neoklassischer Art, oft an Gleichgewichtsmodellen orientieren, scheint die Dichotomie von Gleichgewicht und Ungleichgewicht auf Marx‘ Kapitalauffassung nicht anwendbar zu sein. Die Kapitaldynamik, die zu endloser und maßloser Verwertung tendiert, bewegt die Kapitalisten zur Steigerung des absoluten Mehrwerts und zur Steigerung des relativen Mehrwerts. Letzteres impliziert eine steigende Mehrwertrate und eine steigende Kapitalzusammensetzung, die zwei wichtige Faktoren für das Gesetz vom tendenziellen Fall der Profitrate darstellen. Dieses Gesetz wird oft als Kern Marxscher Krisentheorie behandelt. Auch unabhängig von diesem Gesetz finden sich in Das Kapital verstreute Bemerkungen über Krisen, aufgrund derer sich dafür argumentieren lässt, dass die kapitalistische Produktionsweise notwendig zu Krisen tendiert. Das Saysche Theorem kritisierend erblickt Marx bereits in der Existenz des Geldes die Möglichkeit der Krise, indem Geld als Schatz festgehalten und die Warenzirkulation unterbrochen wird: nach dem Tauschakt W – G wird Geld festgehalten, ohne dass damit wieder gekauft wird. Die Steigerung des relativen Mehrwerts tendiert dazu, krisenhaft zu verlaufen. Die konkurrierenden Kapitalisten streben nach Extraprofit und steigern dazu vor allem mittels neuer Maschinensysteme die Produktivkraft der Arbeit, wodurch sie typischerweise mehr als zuvor produzieren. Die Konsumtion wird hingegen systematisch beschränkt: die Logik der Profitmaximierung verlangt eine Minimierung der Arbeitskosten bzw. der Löhne und damit der Massennachfrage; zudem investieren Kapitalisten nur dann in neue Produktionsmittel, wenn sie sich davon Profit erhoffen und diese Investition profitabler erscheint, als das betreffende Kapital als zinstragendes Kapital anzuwenden. Somit sind Produktion und Konsumtion gegensätzlich bestimmt, woraus eine Tendenz zur Überproduktion entspringt.
Nach Marx sind die ökonomischen Formen wie Kapital, Geld, Ware und Lohnarbeit nicht von überhistorischer Gültigkeit. Bereits in vorneuzeitlichen Gesellschaften gab es Menschen, die eine Wertsumme gewinnbringend einsetzten. Das betraf eher das zinstragende und das Handelskapital. Dass Produktion und Handel überwiegend gewinnorientiert betrieben werden, ist hingegen primär ein Phänomen der Neuzeit. Es gilt nicht überhistorisch, dass jedes Arbeitsprodukt eine Ware ist. In frühmittelalterlichen Gesellschaften etwa produzierten viele Menschen primär für den Eigenbedarf oder für Abgaben an den Grundherren und kaum, um ihre Produkte auf einem Markt zu tauschen. Die Existenz von Warenproduktion und -zirkulation wie auch die Verwendung von Geld erfordern nicht, dass die meisten Arbeitsprodukte einer Gesellschaft Waren sind. Es brauchte noch den doppelt freien Arbeiter. Erst damit nehmen die meisten Arbeitsprodukte Warenform an. Marx nannte den Prozess, der den doppelt freien Arbeiter hervorbrachte, ursprüngliche Akkumulation. Er skizzierte diese am Beispiel Englands. Feudalherren verdrängten Bauern vom Land, um Schafzucht zu betreiben. Der Staat half mit Gesetzen, Enteignete an die Disziplin der Fabrik zu gewöhnen. Die Mystifikationen und Fetischismen hängen zusammen und gipfeln in der trinitarischen Formel. Die Produktionsfaktoren Boden, Arbeit und Kapital erscheinen als voneinander unabhängige Wertquellen: demnach erzeugt die Arbeit den Lohn, das Kapital den Profit und der Boden die Grundrente. Wer über diese Wertquellen verfügt, kann sich einen Teil des gesellschaftlichen Wertproduktes aneignen und bekommt meist das, was sein Faktor an Wert abgegeben hat. Die für die kapitalistische Produktionsweise charakteristischen ökonomischen Formen Ware, Lohnarbeit, Kapital und Grundbesitz erscheinen als überhistorische Formen menschlichen Wirtschaftens. Die gesellschaftlichen Verhältnisse werden somit verdinglicht. Erde und Kapital werden lebendige gesellschaftliche Akteure.
Die Arbeiterklasse kann ihren Lebensstandard steigern, indem sie sich organisiert und die Produktivitätssteigerungen für höhere Reallöhne nutzt oder z. B. dadurch, dass sie die Arbeitszeit durch einen gesetzlichen Normalarbeitstag begrenzt. Die kapitalistische Produktionsweise besitzt aber Mechanismen, die die Lohnhöhe zugunsten des Kapitals regulieren. Zudem stellen Krisen die Errungenschaften der Arbeiterklasse bzw. des Staates immer wieder in Frage. Schließlich tendieren die kapitalistische Produktionsweise und deren Imperativ der Profitmaximierung dazu, ihre eigenen Fundamente, die Natur und den Arbeiter, zu untergraben, indem sie beide frühzeitig erschöpfen, wenn sie nicht daran gehindert werden.
Der grenzenlose Ausdehnungsdrang des Kapitals, der die Bourgeoisie „über die ganze Erdkugel jagt“, sei letztlich nichts als eine verzweifelte Flucht nach vorn, um den der kapitalistischen Gesellschaft systematisch inhärenten Widersprüchen durch Eroberung neuer Märkte zu entkommen. Mit dem letztlich unausweichlichen Unerträglichwerden dieser Widersprüche schlage schließlich die weltgeschichtliche Stunde der sozialistischen Revolution durch das Proletariat. Das Kapital, so Marx und Engels im Manifest der Kommunistischen Partei (1848), produziere seine eigenen „Totengräber“. Die Grundlagen einer neuen Gesellschaftsordnung legt die kapitalistische Produktionsweise selbst: im Zuge der Kapitalzentralisation entstehen Produktionsmittel, die nur kollektiv genutzt werden können, die Arbeitsteilung wird global und die Wissenschaft zur gesellschaftlichen Produktivkraft. In Aktiengesellschaften und Genossenschaften erblickt Marx assoziative Besitzformen und somit Übergangsphänomene, in denen der Privatbesitz an Kapital unter kapitalistischen Verhältnissen überwunden ist. Die kommunistische Gesellschaft wird ein „Verein freier Menschen“, die ihre gesellschaftlichen Produktionsmittel dazu nutzen, um nach ihren Bedürfnissen und nach einem gemeinsamen Plan zu produzieren und ihr Produkt untereinander zu verteilen. Dieser Verein emanzipiert sich von Klassenverhältnissen und überwindet die ökonomischen Formen Ware, Geld und Kapital samt deren Fetischismen: die Gesellschaftsmitglieder bestimmen ihren gesellschaftlichen Zusammenhang selbst, anstatt diesem Zusammenhang als verselbständigtem Sachzwang gegenüberzustehen. Marx betont die allseitige Bildung der Arbeiter und einen hohen Stand der Technik und Wissenschaft bzw. Produktivität der Genossenschaften als Fundamente der neuen Gesellschaft.
Marx ging es in Das Kapital nicht um eine Periodisierung. In marxistischer Tradition wird der Kapitalismus in die Phasen Früh- oder Übergangskapitalismus, Konkurrenzkapitalismus, Monopolkapitalismus, Imperialismus unterteilt. Nach dem Zweiten Weltkrieg spalteten sich die „Schulen“ in Staatsmonopolistischer Kapitalismus (orthodoxer Marxismus) und Spätkapitalismus (westlicher Marxismus).
Entgegen seinem Sechs-Bücher-Plan in Zur Kritik der Politischen Oekonomie. Erstes Heft schrieb Marx selbst kein Buch über die Rolle des Staates; Ansätze einer Staatstheorie entwickelte erst Friedrich Engels (1820–1895), etwa in Anti-Dühring und Der Ursprung der Familie, des Privateigenthums und des Staats.

### Neoklassische Theorie
Die Neoklassische Theorie hat wesentliche Grundlagen der modernen Wirtschaftswissenschaft entwickelt. Diese geht davon aus, dass die wirtschaftlichen Akteure sich rational verhalten (Modell des sog. Homo oeconomicus) und versuchen, ihren eigenen Nutzen zu maximieren. Dieser Nutzen muss dabei nicht zwangsläufig monetärer Nutzen, also finanzieller Gewinn sein. Es kann sich ebenso gut um einen Zugewinn an emotionalem Nutzen (also Glück und Fröhlichkeit), Zugewinn an Rechten und Einfluss, an ideellem Nutzen oder Ähnliches sein. Durch diese Ausrichtung am ökonomischen Prinzip kann der Markt – unter sehr restriktiven und oft nicht realistisch vorhandenen Annahmen – für eine optimale Verteilung knapper Ressourcen sorgen. Voraussetzungen für einen Markt, der optimal funktioniert, sind beispielsweise vollständige Information, atomistische Akteure und Freiwilligkeit der Teilnahme am Markt. Sind diese Annahmen nicht erfüllt, so sagt die Neoklassische Theorie ein sogenanntes Marktversagen voraus.

### Historische Schule

#### Ältere Historische Schule
Die ab 1850 in Deutschland aufkommende Historische Schule der Nationalökonomie lehnt die auf die Klassische Nationalökonomie und den Rationalismus zurückgehende Vorstellung von allgemein geltenden Wirtschaftsgesetzen ab, sondern sucht stattdessen ihre – oft auch soziologischen – Erkenntnisse durch die Herausarbeitung von historischen Entwicklungsgesetzen zu untermauern. Die allgemeinen Gesetze der Klassischen Nationalökonomie hätten nur Gültigkeit für das kapitalistische Wirtschaftssystem.
Ihre wichtigsten Vertreter sind Wilhelm Roscher, Bruno Hildebrand und Gustav von Schmoller.

#### Jüngere Historische Schule
Georg Friedrich Knapp unterscheidet den Kapitalismus durch das Aufkommen von Großbetrieben von früheren Wirtschaftsepochen.
Karl Bücher beschreibt in seiner klassisch gewordenen Entstehung der Volkswirtschaft (1917) Kapitalismus als die Wirtschaftsepoche, bei der alle ökonomischen Verhältnisse über ihre Beziehung zum Kapital definiert werden. Werner Sombart wandte sich in der zweiten Auflage von Der moderne Kapitalismus entschieden gegen diese Charakterisierung. Richard Passow wandte ein, dass dies dem üblichen wirtschaftswissenschaftlichen Gebrauch zuwiderlaufe.

#### JüngsteoderDritteHistorische Schule

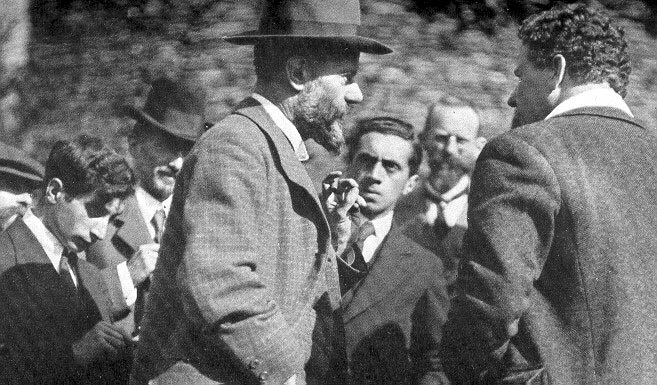
Max Weber 1917

Die sogenannte Jüngste Historische Schule charakterisiert den Kapitalismus über eine auftretende kapitalistische Gesinnung und begründete die soziologische Untersuchung des Kapitalismus.
Werner Sombart sah diese Gesinnung in Erwerbsprinzip, Rationalität und Individualismus manifestiert. Er entwarf in Der moderne Kapitalismus (1902) die verbreitete Einteilung des Kapitalismus in die Entwicklungsphasen Früh-, Hoch- und Spätkapitalismus. Im Spätkapitalismus sah er in den zunehmenden Staatseingriffen erste Anzeichen eines Entwicklungsgesetzes hin zur Vergesellschaftung der Produktionsmittel. Von ihm stammt der später von Joseph Schumpeter verbreitete Begriff der „schöpferischen Zerstörung“.
Max Weber versteht und erklärt den Kapitalismus als okzidentalen Rationalismus und stellt das in allen Gesellschaftsebenen umgreifende Rationalitätsstreben in den Mittelpunkt. Alle Entscheidungen im kapitalistischen System basieren auf Nutzen- bzw. Gewinnmaximierung. Dabei kann ein soziales Handeln unterstellt werden, das zweckrational orientiert ist. „Kapitalistische Wirtschaftsakte“ sind bestimmt durch „Erwartung von Gewinn durch Ausnützung von Tausch-Chancen“.
Der Staat, die Bürokratie und das Recht geben dem aufkommenden (Früh-)Kapitalismus für seine Entfaltung eine gefestigte gesellschaftliche Form. Religion in Gestalt von Kultur als soziales Handeln ist dabei die stärkste Macht hinsichtlich rational-methodischer Lebensführung.
Weber stellt in seinem Buch Die protestantische Ethik und der Geist des Kapitalismus die These auf, dass der Kapitalismus in Nordwesteuropa und den USA aus religiösen Gründen entstanden sei und eine – im geistigen Sinne – Weiterentwicklung der Reformationsbewegung darstelle (vgl. das protestantische Arbeitsethos und die protestantische Ethik allgemein). Da dies für Japan nicht haltbar war, untersuchte Weber die (funktional entsprechende) Rolle der Samurai.
Sombart hingegen sieht in der Ausbreitung des Luxus die wesentliche Ursache für die Entstehung des Kapitalismus: In Liebe, Luxus und Kapitalismus. Über die Entstehung der modernen Welt aus dem Geist der Verschwendung (zweite Auflage 1922; Titel der ersten Auflage 1913: Luxus und Kapitalismus) führt er Umwälzungen in der europäischen Gesellschaft seit den Kreuzzügen auf eine Veränderung des Verhältnisses der Geschlechter zueinander („Säkularisation der Liebe“: Trennung von Liebe und Ehe) zurück, was wiederum eine veränderte (zunehmend luxuriöse) Lebensführung der herrschenden Klassen zur Folge gehabt habe. Um die stark zunehmende Nachfrage nach Luxusgütern zu befriedigen, seien in vielen zentralen Industriebereichen kapitalistische bzw. großbetriebliche Produktionsweisen entstanden.
Arthur Spiethoff bezog eine vermittelnde Position („anschauliche Theorie“) zwischen der historisierenden Charakterisierung des Kapitalismus in der Historischen Schule und der reinen Theorie der klassischen und neoklassischen Nationalökonomie.

### Österreichische Schule

#### Ältere und jüngere Österreichische Schule

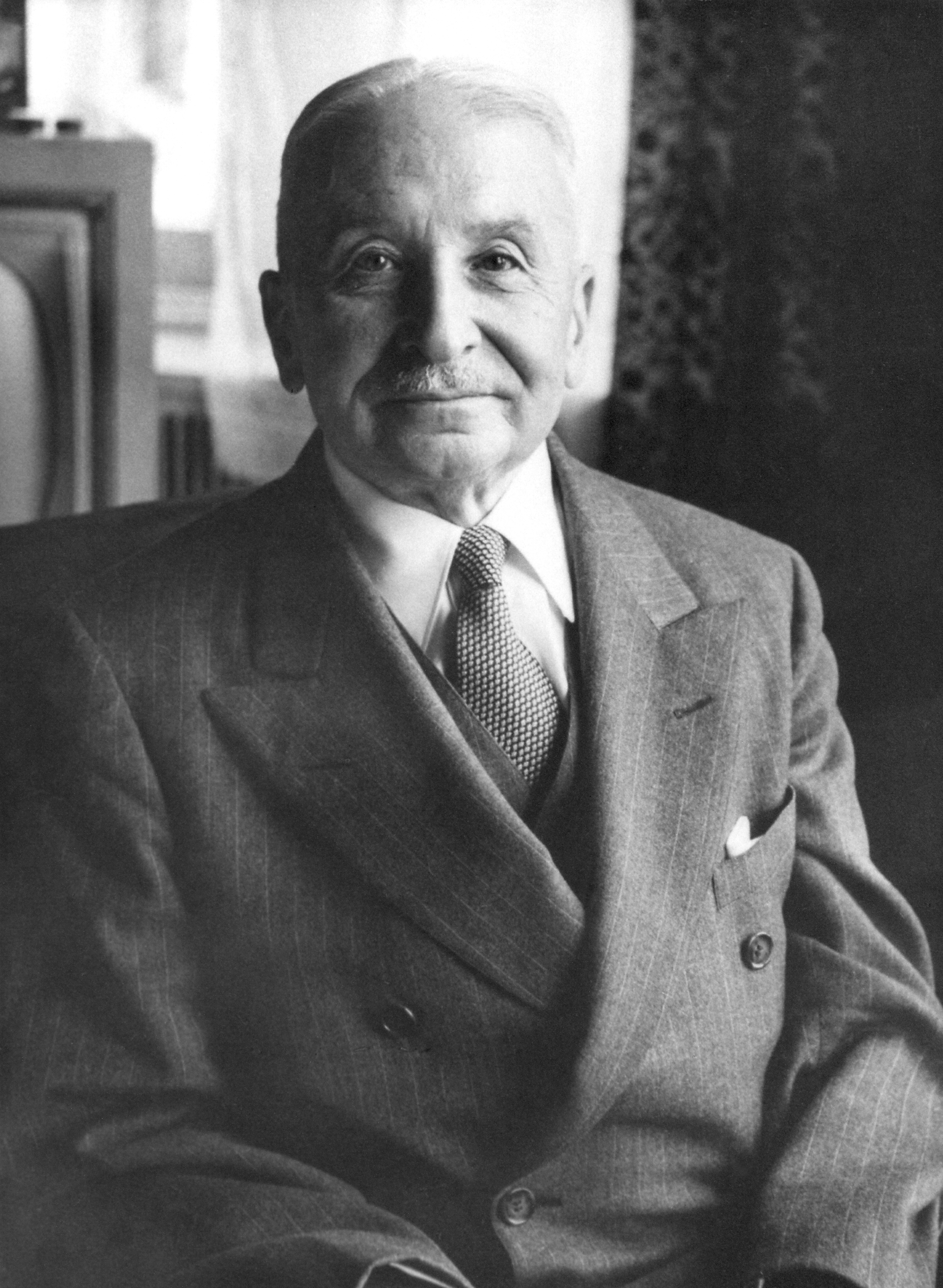
Ludwig von Mises

Ende des 19. Jahrhunderts bildete sich in Wien um Carl Menger die Österreichische Schule. Diese lehnte geschichtsrelativistische und geschichtsdeterministische Kapitalismustheorien ab. Ökonomische Gesetze gelten für sie immer und überall und ergeben sich aus der Knappheit der Güter und der subjektiven Beziehung der Menschen zu jenen.
Die Österreichische Schule lehnt den Homo oeconomicus der Klassischen Nationalökonomie als unrealistisch ab und bezieht auch außerwirtschaftliche Ziele in ihre Theorie ein. Staatsinterventionismus in das Wirtschaftssystem wird generell abgelehnt (Ölflecktheorem).
Ludwig von Mises hielt den Kapitalismus für das einzig logisch mögliche Wirtschaftssystem. Der Sozialismus sei nicht funktionsfähig aufgrund der Unmöglichkeit der Wirtschaftsrechnung im Sozialismus. Mises schreibt: „Die Wirtschaftsforschung hat den Beweis erbracht, dass keine andere denkbare Wirtschaftsordnung den gleichen Grad von Prosperität erreichen könnte wie der Kapitalismus. Sie hat alle zugunsten von Sozialismus und Interventionismus vorgebrachten Beweisgründe völlig zu entkräften gewußt.“
Für Österreichische Ökonomen ist das Gewinnstreben der kapitalistischen Gesellschaft kein charakteristisches Merkmal, da für die Produktion zur Bedürfnisbefriedigung eine Wertsteigerung der entsprechenden Güter angestrebt werden muss, d. h. zwischen der „kapitalistischen“ Produktion für Profit und der „sozialistischen“ Produktion für Bedürfnisse gibt es keinen Unterschied. Der Unterschied bestehe nur darin, dass im Kapitalismus „Gewinn“ durch sinnvolle Kostenrechnung erst rational erzielbar wird.
Nach Mises ergibt sich der Gewinn des Unternehmers daraus, dass er die zukünftigen Bedürfnisse der Verbraucher besser vorhersieht als seine Konkurrenten und sein Kapital dementsprechend einsetzt. Zur Monopolbildung vertrat Mises, dass Monopole in einer freien Marktwirtschaft nicht entstehen können bzw. nicht von Dauer seien. Monopole entstünden immer nur durch staatliche Intervention.
Die bedeutendsten Vertreter der Österreichischen Schule sind Ludwig von Mises (Human Action (1949)) und der Nobelpreisträger Friedrich von Hayek. Der Thatcherismus beruht in Teilen auf Hayeks Analyse (The Road to Serfdom (1944)).

#### Joseph Schumpeter
Joseph Alois Schumpeter (1883–1950) definierte einen funktionierenden Kapitalismus als das „liberale Modell einer interventionsfreien Wirtschaft, in der nur die Gesetze des freien Marktes gelten und in der keine monopolistischen Strukturen bestehen, denen es möglich ist, mithilfe der Staatsmacht partielle Interessen auf Kosten der Allgemeinheit durchzusetzen.“
Als zentralen Impuls der kapitalistischen Wirtschaft betrachtete Schumpeter den Unternehmer. Die Unternehmerfunktion besteht nur darin, Innovationen einzuführen. Der Unternehmer als solcher muss kein Kapitalbesitzer sein, der sein eigenes Vermögen riskiert; er muss auch nicht aus einer bestimmten Klasse kommen und ist auf keine Gesellschaftsform festgelegt. Er muss auch kein Erfinder sein. Zu den Innovationen zählen im Wesentlichen neue Waren, neue Produktionsweisen, neue Rohstoffquellen und Absatzmärkte sowie die Neuordnung einer Industrie, wie z. B. durch Herstellung oder Zerbrechen eines Monopols.
Schumpeter fasste Kapital monetär auf. Kapital besteht in Zahlungsmitteln, mit denen der Unternehmer die Güter auf dem Markt kauft, die er für seine Unternehmung braucht. Das können beispielsweise Land, Rohstoffe, Maschinen oder Arbeitsleistungen sein. Die gekauften Güter hingegen sind kein Kapital. Geld ist demnach nicht bloßes Tauschmittel, sondern erlangt Kapitalfunktion. Kapital ist ebenso ein Herrschaftsmittel: es ist nichts weiter als der Hebel des Unternehmers, um diese Güter zu beherrschen.
Dass Innovationen über einen Markt vermittelt werden, ist ein spezifisches Merkmal der kapitalistischen Wirtschaftsform. Spezifisch ist auch der Umstand, dass mittels Kredit die zur Innovation erforderlichen Güter transferiert werden. Zentral sind hierbei Banken, die ex nihilo Geldmittel schaffen, denen kein Güterangebot entgegensteht. Im Gegensatz dazu stehen Planwirtschaften. In diesen gibt es kein Kapital in diesem Sinne. Durch Befehl werden die für die Innovation erforderlichen Produktionsmittel aus einem Bereich abgezogen und in einen anderen transferiert.
Im bewussten Gegensatz zu den Gleichgewichtsbetrachtungen der Neoklassik bzw. von Léon Walras (1834–1910) betonte Schumpeter, dass die kapitalistische Wirtschaftsform aus ihrer inneren Dynamik heraus Ungleichgewichte schafft. Ein Unternehmer, der als Erster eine Innovation einführt, mit der er bspw. billiger produziert als seine Konkurrenten, kann zum Marktpreis verkaufen, um so einen Unternehmergewinn zu erzielen; dieser Gewinn wird ihm aber wieder strittig gemacht: einerseits durch Imitatoren, die seine Monopolstellung aufheben, andererseits durch gesteigerte Kosten der entsprechenden Produktionsfaktoren, da die Nachfrage nach ihnen steigt. Die Innovation ist das wesentliche Moment in der Konkurrenz. Durch sie verändert sich auch die Zusammensetzung der bürgerlichen Klasse: erfolgreiche Unternehmer konkurrieren oft andere nieder und sie bzw. ihre Familie steigen in höhere Schichten auf; die bloßen Verwalter von ererbten Vermögen hingegen verschwinden meist nach einigen Generationen.
Schumpeter vertrat in Kapitalismus, Sozialismus und Demokratie die Auffassung, dass der Kapitalismus aus seiner inneren Dynamik heraus untergehen wird. Er sah ihn zunächst als Motor der gesellschaftlichen Entwicklung. Jedoch produziere er zunehmend eine „Krise des Steuerstaats“, indem er den Staat schwäche. Die kapitalistische Dynamik führe zur Automatisierung des Fortschritts und folglich dazu, dass die Unternehmerfunktion an Bedeutung verlieren werde. Der Unternehmer als Abenteurer, der seiner Intuition folge, werde zunehmend durch Spezialisten ersetzt, die routiniert und sicher berechnend etwas erfänden; an die Stelle der willensstarken Persönlichkeit, die einer Vision folge, werde rationalisierte und spezialisierte Büroarbeit treten. Die erfolgreichen Unternehmer, die in die Kapitalistenklasse aufsteigen, und der Teil der Bourgeoisie, der sich zwischen dem unternehmerischen Abenteurer und dem bloßen Verwalter von ererbten Besitz bewegt, schaffen jedoch die Erträge, aus denen die ganze Klasse lebt. Die Einkommen der industriellen Kapitalisten würden zu Gehältern für normale administrative Arbeit in riesigen stark bürokratisierten Industrieeinheiten; die Kapitalistenklasse werde ihre Funktion einbüßen.

### Ordoliberalismus
Der Ordoliberalismus fordert eine Wirtschaftsordnung, in der ein durch den Staat geschaffener Ordnungsrahmen den ökonomischen Wettbewerb und die Freiheit der Bürger auf dem Markt gewährleisten soll. Durch die Einbettung der historisierenden Betrachtungsweise in eine allgemein geltende Ordnungstheorie erscheint für Walter Eucken der analytische Nutzen des Begriffs „Kapitalismus“ für die Wirtschaftswissenschaften zweifelhaft. Er nennt die marxistische Verwendung des Begriffs „Hypostase“ und „säkularisierte Gnosis“. Wirtschaftsordnungen bestehen vielmehr zeitlos nebeneinander zur Lösung von Knappheitsproblemen und sozialen Interessenskonflikten. Kapitalismus und Sozialismus sind demnach mit ihren historischen und wertenden Konnotationen überflüssig. Auf diese Ordnungstheorie geht die heutige Verwendung von Marktwirtschaft und Zentralverwaltungswirtschaft zurück.

### Keynesianismus

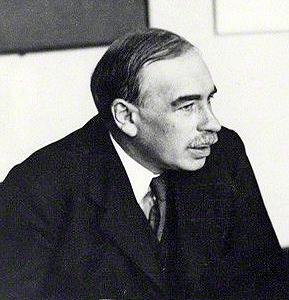
John Maynard Keynes

Der Keynesianismus geht auf das 1936 erschienene Werk Allgemeine Theorie der Beschäftigung, des Zinses und des Geldes von John Maynard Keynes zurück, das den Grundstein für einen Paradigmen-Wechsel in der Nationalökonomie legte. Das Werk ist in erster Linie eine Kritik der Theorie des allgemeinen Gleichgewichts der Neoklassik und der von ihr geforderten minimalistischen Rolle des Staates im Wirtschaftsprozess. Es wird bis heute kontrovers diskutiert, unbestritten ist aber, dass Keynes sich darum verdient gemacht hat, das Denken in gesamtwirtschaftlichen Größen wie Konsum, Sparen, Investition und Einkommen auf eine neue Grundlage zu stellen.
Keynesianer halten den Kapitalismus für inhärent instabil. Schwankungen der gesamtwirtschaftlichen Endnachfrage (u. a. der Investitionen) bergen demnach die Gefahr eines anhaltenden gesamtwirtschaftlichen Ungleichgewichts mit hoher Arbeitslosigkeit, aus dem sich die Wirtschaft allein aufgrund der von den (Neo-)Klassikern betonten „Selbstheilungskräfte“ des Marktes nicht befreien könne. Keynesianer fordern daher, durch konjunkturpolitische Maßnahmen das reale Wirtschaftswachstum anzukurbeln.

### Monetarismus
Im Gegensatz zu Keynesianern, die den gesamten Instrumentenkasten staatlicher Wirtschaftspolitik fordern (insbesondere eine antizyklische Finanzpolitik), setzt der Monetarismus den Schwerpunkt auf die stabilisierende Wirkungen einer mittelfristig orientierten Geldpolitik. Nach monetaristischer Analyse tendiert der Kapitalismus bei flexiblen Preisen zu einem stabilen Gleichgewicht. Es wird daher lediglich empfohlen, eine kontinuierliche trendorientierte Geldmengenpolitik zu betreiben, die für die monetäre Alimentierung des realen Wachstums sorgt. Das Ziel der Preisniveaustabilität genießt Vorrang, weil diese als Voraussetzung für das Funktionieren des marktwirtschaftlichen Anpassungsprozesses angesehen wird. Dagegen werde das Beschäftigungsziel von selbst erreicht, wenn dem freien Spiel des Marktes Raum geschaffen wird. Der Staat solle sich im Wesentlichen auf ordnungs- und wettbewerbspolitische Aufgaben beschränken. Interventionen können z. B. beim Vorliegen von externen Effekten angezeigt sein, müssen aber in jedem Einzelfall begründet werden. Milton Friedman vertritt unter Verweis auf die demokratischen Entwicklungen in Europa, Amerika und Teilen von Asien, dass kapitalistische Gesellschaften langfristig zu Rechtsstaat und Demokratie tendieren.

### Libertarismus und Anarchokapitalismus
Libertäre und anarchokapitalistische Theoretiker verweigern den europäischen Staaten und den USA seit Mitte des 20. Jahrhunderts überhaupt die Bezeichnung „kapitalistisch“ und sehen fortschreitende sozialistische Tendenzen: Der Kapitalismus sei zugunsten eines Mischsystems aufgegeben worden; alle von Kapitalismuskritikern gerügten ökologischen und sozialen Mängel seien in Wahrheit durch staatliche Intervention entstanden und nicht das Ergebnis des freien Marktes. So auch David D. Friedman, der mit The Machinery of Freedom (1971) eine anarchokapitalistische Theorie entwarf.
Ayn Rand war eine russisch-amerikanische Philosophin und Schriftstellerin, die für ihre objektivistische Philosophie bekannt ist, die individuelle Freiheit, rationalen Egoismus und den Kapitalismus als ethisches und politisches Ideal propagiert; sie definierte den Kapitalismus als ein Gesellschafts- und Wirtschaftssystem, das auf individueller Freiheit, freiem Handel und privatem Eigentum basiert, und schätzte ihn als das einzige System ein, das die individuelle Freiheit und die Rechte des Einzelnen am besten schützt und fördert, während es auch den Wohlstand und Fortschritt der Gesellschaft insgesamt fördert. Hierbei erhebt sie in ihren Romanen Atlas Shrugged und The Fountainhead die Rolle des Unternehmers als das Glied der Gesellschaft, welcher Produktivität, Wohlstandschaffung und allgemeinen Fortschritt der Gesellschaft ermöglicht. Hierbei tragen diese den Namen John Galt und Howard Roark, welche kompromisslos ihre Eigeninteressen gemäß dem rationalen Egoismus vertreten und der sozialistischen und egalitären Gesellschaft, welche in beiden Romanen dargestellt wird, Widerstand leisten.

### Neuere Ansätze
Auf Basis neoklassischer Theorie argumentierend führt Thomas Piketty in seinem 2013 erschienenen Werk Le capital au XXIe siecle (deutsch Das Kapital im 21. Jahrhundert) aus, dass Ungleichheit kein zufälliges, sondern ein notwendiges Merkmal des Kapitalismus sei. Piketty plädiert dafür, die Ungleichheit bspw. durch eine progressive Einkommensbesteuerung bzw. Vermögenssteuern zu begrenzen.

## Soziologie
Einschlägige Lexika der Soziologie definieren den Kapitalismus als Wirtschafts- und Gesellschaftsordnung mit den Merkmalen: Güterproduktion unter Bedingungen des Privateigentums an den Produktionsmitteln, über das eine Minderheit verfügt, während die Mehrheit ein Lohnarbeitsverhältnis eingehen muss. Triebkraft der wirtschaftlichen Prozesse ist das Interesse der Produktionsmittelbesitzer an der Vermehrung des eingesetzten Kapitals, d. h. an Profitmaximierung und Akkumulation.
Max Weber betrachtete den Kapitalismus als „die schicksalsvollste Macht unseres modernen Lebens“. Keineswegs sei er gleichzusetzen mit dem „Streben nach maximalem Gewinn“, vielmehr trage er zur Bändigung des irrationalen Triebes schrankenloser Erwerbsgier bei. Ihm zufolge beruhe ein kapitalistischer Wirtschaftsakt auf der Erwartung von Gewinn durch die Wahrnehmung von friedlichen Erwerbschancen. Allerdings sei Kapitalismus identisch „mit dem Streben nach Gewinn, im kontinuierlichen, rationalen kapitalistischen Betrieb: nach immer erneutem Gewinn: nach Rentabilität.“ Weber unterscheidet zwischen rationalem Kapitalismus, Politischem Kapitalismus und traditionellem Handelskapitalismus. Der rationale Kapitalismus (= „bürgerlicher Betriebskapitalismus“), der um den modernen Typ des Marktes konzentriert ist, habe sich nur im Westen entwickelt.
Die Kritische Theorie sah in der Ideologie des gerechten Tausches die zentrale Rechtfertigungsstrategie des kapitalistischen Ausbeutungssystems. Walter Benjamin charakterisiert den Kapitalismus als eine „essentiell religiöse Erscheinung“ zur „Befriedigung derselben Sorgen, Qualen, Unruhen, auf die ehemals die sogenannten Religionen Antwort gaben“. Die Soziologen Dirk Baecker und Christoph Deutschmann haben den Benjaminschen Gedanken aufgegriffen und ihn in den Kontext der sozioökonomischen Situation der Jahrtausendwende unter den Bedingungen des globalisierten Kapitalismus ohne gesellschaftspolitische Alternative gestellt. Laut Dirk Baecker „glaubt diese Gesellschaft an den Kapitalismus“, seit „die soziologische Alternative nicht mehr verfügbar ist und damit die Form der Gesellschaft nicht mehr Gegenstand einer ideologisch begründeten politischen Entscheidung ist“. Der Sozialhistoriker Jürgen Kocka teilt die Ansicht, dass gegenwärtig „überlegene Alternativen zum Kapitalismus nicht erkennbar“ sind.

## Wirtschaftswissenschaften
Laut Duden Wirtschaft ist „Kapitalismus“ ein unter den Produktions- und Arbeitsbedingungen des ausgehenden 18. Jahrhunderts und des beginnenden 19. Jahrhunderts geprägter Begriff. Er beschreibe eine Wirtschafts- und Gesellschaftsordnung, in der Privateigentum an Produktionsmitteln, das Prinzip der Gewinnmaximierung und Marktwirtschaft typisch sind, wobei Kapitalbesitz die Voraussetzung für die Verfügungsgewalt über die Produktionsmittel und das Weisungsrecht über die Arbeitskräfte ist. Die Arbeiter waren typischerweise besitzlos und von den wenigen Kapitalbesitzern wirtschaftlich abhängig. Die Gesellschafts- und Wirtschaftsverhältnisse der damaligen Zeit seien mit den gegenwärtigen Produktionsbedingungen nicht zu vergleichen. Seit Ende des 19. Jahrhunderts wurden die Wirtschaftsordnungen der westlichen Industrieländer durch eine große Anzahl von Sozial- und Wirtschaftsgesetzen reformiert und starke Gewerkschaften sorgten für einen Kräfteausgleich zwischen Arbeitgebern und Arbeitnehmern. Auch habe der wirtschaftlich-technische Fortschritt gerade in marktwirtschaftlichen Wirtschaftsordnungen zu erheblichen sozialen Fortschritten geführt und für große Teile der Bevölkerung seien solide Wohlstandsverhältnisse entstanden. Der Begriff Kapitalismus beschreibe deshalb die heute existierende marktwirtschaftliche Wirtschaftsordnung der westlichen Industrieländer nicht richtig.
Nach Ansicht des Gabler Wirtschaftslexikons ist „Kapitalismus“ eine „historisierende und, v. a. durch die Vertreter des Marxismus, wertende Bezeichnung für die neuzeitlichen kapitalistischen Marktwirtschaften mit dominierendem Privateigentum an den Produktionsmitteln und dezentraler Planung des Wirtschaftsprozesses.“ Versuche zur Periodisierung der Wirtschaftsgeschichte beruhten auf individuellen Wertungen und es werde nicht beachtet, dass es Grundprobleme des Wirtschaftens gebe, die in jeder Wirtschaftsordnung gelöst werden müssten. Der Kapitalismus werde unterschiedlich charakterisiert und die Unterteilung in unterschiedliche Phasen sei nicht einheitlich. Die prinzipiell übereinstimmende Auffassung in den einzelnen Theorien sei, dass der Kapitalismus eine Übergangserscheinung sei und sich mit systemimmanenter Zwangsläufigkeit selbst zerstöre: Die marxistische Theorie leite aus dem historischen Materialismus den Übergangscharakter des Kapitalismus ab. Demgegenüber sahen Ökonomen wie Werner Sombart und Joseph Schumpeter zunehmende Machtkonzentration, immer größer werdende Unternehmen und zunehmende Zurückdrängung der Vertragsfreiheit durch kollektive Absprachen und zunehmende Bürokratisierung und Staatseingriffe als Indizien für die zukünftige zwangsläufige Vorherrschaft des Sozialismus. Da laut Gabler jedoch wissenschaftslogisch keine zwingenden Aussagen über die zukünftige geschichtliche Entwicklung abgeleitet werden könnten, sei die im Kapitalismus-Begriff implizierte Annahme des Übergangscharakters nicht zu beweisen.
Die Vielfalt der Versuche, den Begriff „Kapitalismus“ zu definieren, bestätige nach Meinung des Handwörterbuchs der Wirtschaftswissenschaft die Meinung derer, die ihn für den wissenschaftlichen Gebrauch untauglich halten. Auch Komposita wie Früh-, Hoch-, Spät-, Staats-, Finanzkapitalismus oder viele mehr legten den Verdacht nahe, dass diese Komposita mittels völlig unterschiedlicher Merkmale definiert wurden. Anstelle der Nutzung des Begriffs Kapitalismus wird eine Schärfung und Erweiterung der Ordnungstheorie vorgeschlagen.
Für Franz Oppenheimer und seinen Schüler Ludwig Erhard war Kapitalismus ein Wirtschaftssystem, das Ungleichheit geradezu statuiere. Erhard schrieb:

„Etwas hat mich so tief beeindruckt, daß es für mich unverlierbar ist, nämlich die Auseinandersetzung mit den gesellschaftspolitischen Fragen unserer Zeit. Er erkannte den ‚Kapitalismus‘ als das Prinzip, das zur Ungleichheit führt, ja das die Ungleichheit geradezu statuiert, obwohl ihm gewiß nichts ferner lag als eine öde Gleichmacherei. Auf der anderen Seite verabscheute er den Kommunismus, weil er zwangsläufig zur Unfreiheit führt. Es müsse einen Weg geben – einen dritten Weg –, der eine glückliche Synthese, einen Ausweg bedeutet. Ich habe es, fast seinem Auftrag gemäß, versucht, in der Sozialen Marktwirtschaft versucht, einen nicht sentimentalen, sondern einen realistischen Weg aufzuzeigen.“

Für Erhard und Alfred Müller-Armack ging es dabei um die Frage der Sozialen Gerechtigkeit, darüber hinaus sahen sie Reallohnsteigerungen in Höhe des Produktivitätsfortschritts aber auch als notwendig an, damit Angebot und Nachfrage zum Ausgleich kommen.
Thomas Piketty analysierte in seinem vieldiskutierten Buch Le capital au XXIe siecle (deutsch Das Kapital im 21. Jahrhundert) 2013, dass Ungleichheit ein notwendiges Merkmal des Kapitalismus sei, wenn der Staat nicht korrigierend eingreife.
Unter angelsächsischen Ökonomen wie z. B. die Wirtschaftsnobelpreisträger Paul Krugman und Joseph E. Stiglitz  ist der Gebrauch des Begriffs capitalism durchgängig üblich als Bezeichnung der westlichen Wirtschaftssysteme.

## Kulturevolutionsforschung
Ausgehend von neueren Entwicklungsmodellen der Kulturevolutionsforschung wurde gezeigt, dass sich die Entstehung und Verbreitung des Investitionskapitalismus, der die neuzeitliche Kultur und die Moderne charakterisiert, mit der ab dem Mittelalter sich verbreitenden neuen Form der technologischen Nischenkonstruktion erklären lässt. Der Investitionskapitalismus tritt diesem Forschungsparadigma nach koevolutionär mit der Technologie der „zusammengesetzten Maschine“ wie etwa Windmühlen oder Getrieben auf, die aus einer Vielzahl in Reihe geschalteter einfacher Maschinen bestehen (in der Antike die „‚mächtigen Fünf‘ der Leistungserhöhung“ schiefe Ebene, Keil, Schraube, Hebel und Rad). Die zusammengesetzte Maschine weist technikgeschichtlich erstmals die Möglichkeit zur kontinuierlichen Verbesserung und Innovation auf, denn Effizienz, Effektivität und Funktionalität von zusammengesetzten Maschinen sind kontinuierlich optimierbar und veränderbar.
Im Gegensatz zur Münze als ökonomischem Medium der Antike, das Märkte und Produktionsorte desselben Entwicklungsstandes ökonomisch miteinander verknüpft und zu einer auf Thesaurierung zielenden Wirtschaft führt („horizontale Kopplung“), ermöglicht das Kapital in der Neuzeit gezielt in Innovationen der zusammengesetzten Maschinen zu investieren. Das Kapital bildet das ökonomische Medium, das Produktionsorte und Märkte unterschiedlicher Entwicklungsstände virtuell-medial über die Entwicklungszeit hinweg koppelt und die Inwertsetzung zukünftiger Entwicklung ermöglicht („vertikale Kopplung“). Aus dieser kulturevolutionär-zivilisationstheoretischen Perspektive folgt, dass die Technologie der zusammengesetzten Maschine die technikgeschichtlich-materielle Grundlage der Mehrwertproduktion, der kapitalistischen Klassenstruktur, des Wachstums- und Fortschrittsbegriffs sowie des „linearen Zeitregimes“ bildet.

## Geschichte

### Vorgeschichte
Privateigentum und verschiedene andere Merkmale des Kapitalismus finden sich in unterschiedlich starker Ausprägung bereits ab der neolithischen Revolution. Der Autor Peter Temin vertritt die Meinung, dass bereits im Römischen Reich eine Marktwirtschaft existierte. Andere sehen im Kalifat vom 9. bis zum 12. Jahrhundert bereits wesentliche Merkmale des Kapitalismus: Geldwirtschaft, Marktwirtschaft, Frühformen der Gesellschaft („mufawada“ und „mudaraba“) und Kapital („al-mal“). Jürgen Kocka geht davon aus, dass mit der Existenz von individuellen Eigentumsrechten, Märkten und Kapital Frühformen des Kapitalismus im mittelalterlichen China, der arabischen Welt und im Europa der Renaissance gegeben waren.
Demgegenüber vertreten marxistische Historiker die Auffassung, dass von Kapitalismus erst mit der verallgemeinerten Produktion für den Markt, die sich zum ersten Mal in England ausgebreitet hat, zu sprechen ist.

### Handelskapitalismus
Im Mittelalter trat eine Phase nachhaltiger wirtschaftlicher Veränderungen ein, die als kommerzielle Revolution bezeichnet wird. Laut einer These von Ferdinand Tönnies entstanden in Europa der Fernhandel und mit ihm erste Institutionen, die wesentliche Merkmale des Kapitalismus trugen ab dem 13. Jahrhundert. Diese Verspätung sei maßgeblich bedingt durch die territoriale Zersplitterung und die kleinräumlichen Gerichtsbarkeiten gewesen. Das Aufkommen des Fernhandels in Oberitalien (Venedig, Pisa, Genua, Florenz) und in Portugal, sodann ausgeprägt im 15. Jahrhundert im Gebiet des heutigen Belgien und der Niederlande mit den Zentren Brügge und Antwerpen und noch später in den deutschen Hansestädten, war erst möglich, nachdem die Kaufleute selbst das Stadtregiment übernahmen und eine eigene Rechtsordnung mit eigenen Streitkräften aufbauten.

### Protoindustrialisierung
Die sich entwickelnden Produktivkräfte Englands und der nördlichen Niederlande drängten die feudalistischen Gesellschaftsstrukturen erfolgreich mit der frühbürgerlichen Revolution zurück und ermöglichten die freie Entfaltung des Marktes. Damit lagen die Voraussetzungen für die Protoindustrialisierung und Entstehung des Frühkapitalismus vor.

### Industrialisierung
Der Industriekapitalismus nahm seinen Ausgang in dem am Ende des 18. Jahrhunderts entstehenden Fabriksystem, und zwar in den Baumwollspinnereien Englands. Die gleichzeitig mit der Industriellen Revolution entstandenen Fabriken konnten dank der mechanischen Spinnmaschine (Spinning Jenny) den Engpass in der Nachfrage nach zu Garn gesponnener Baumwolle beseitigen und vollends mit der weiteren Erfindung des mechanischen Webstuhls eine gewaltige Produktionssteigerung bei der Erzeugung von gewebten Textilien herbeiführen, für die es auf den Binnen- und Außenmärkten eine große Nachfrage gab. Auch in Branchen der Metallerzeugung und anderen Gewerben wurden Fabriken für eine neue Klasse „industrieller Kapitalisten“ zu Profit generierenden Anlageobjekten. In ihnen erstellten Lohnarbeiter in einer neuen, maschinenvermittelten Arbeitsteilung ein „gesellschaftliches“ Produkt.
Während Marx (wie die Klassiker) noch davon ausging, dass unter dem Regime der kapitalistischen Produktionsweise den Lohnarbeitern nur ein Lohn gezahlt würde, der zur Reproduktion ihrer Arbeitskraft erforderlich sei, zwangen die Arbeiter durch ihre kollektive Organisierung in Gewerkschaften und Arbeiterparteien die ökonomischen Eliten, sie an den erzielten Produktionsfortschritten und Wohlstandsgewinnen des sich entfaltenden Industriekapitalismus zu beteiligen. Deshalb traten prognostizierte Verelendungstendenzen der Arbeiterklasse – ebenso wie die sich zuspitzenden Klassenkämpfe mit einem proletarischen Umsturz der kapitalistischen Produktionsweise (Weltrevolution) – bisher nicht in dem von Marxisten erwarteten Ausmaß ein.
Stattdessen wurde der Industriekapitalismus im 19. und 20. Jahrhundert zur weltweit dominierenden Gesellschaftsformation, obwohl zeitweilig auch nichtkapitalistische Industriegesellschaften im sowjetischen Herrschaftsbereich und nach nationalen Revolutionen in ehemaligen Kolonialgebieten entstanden.
Die Ungleichheit des Reichtums und der Entwicklungschancen war das große Thema der klassischen Ökonomen Thomas Malthus, David Ricardo sowie Karl Marx, von denen jeder argumentiert hat, dass die wirtschaftliche Entwicklung letztlich die gesellschaftlichen Gegensätze verschärfen müsste. Doch haben sie den technologischen Wandel unterschätzt, der letztlich allen Schichten eine deutliche Wohlstandszunahme beschert hat.
In den vergangenen 300 Jahren ist die Weltwirtschaft inflationsbereinigt im Schnitt um 1,6 Prozent jährlich gewachsen. Die Vermögen wuchsen schneller. Historisch gesehen liegt deren Wachstumsrate eher bei vier Prozent, wenn man die Erträge vor Abzug der Steuern betrachtet. Laut Thomas Piketty war die Vermögenswachstumsrate bis zum 19. Jahrhundert in der Geschichte tatsächlich meist größer als die der Wirtschaft und damit des Gesamteinkommens und wird es seiner Ansicht nach auch im 21. Jahrhundert bleiben. Die größere Gleichheit in dieser Beziehung im 20. Jahrhundert bis nach dessen Mitte erklärt sich Piketty mit den großen politischen Umwälzungen, den Weltkriegen und den schweren Wirtschaftskrisen dieser Zeit, die den hergebrachten Vermögen deutlich zugesetzt haben.

### Spätes 19. und frühes 20. Jahrhundert
Gegen Ende des 19. Jahrhunderts wird die Rolle von Bankiers und Financiers zunehmend bedeutender. Monopole und Kartelle häufen sich; die Unternehmenseigentümer delegieren den Produktionsprozess an Manager. Das Bankensystem, die Unternehmensverflechtungen und der Aktienmarkt werden zunehmend komplexer. In marxistischer Diktion wird diese Phase auch als Zeit des „Finanzkapitalismus“, „Monopolkapitalismus“ oder „Staatsmonopolkapitalismus“ bezeichnet. Ende des 19. und zu Beginn des 20. Jahrhunderts werden Boom und Depressionen (1857/58, 1873) zum sich häufenden Problem. Auch außerhalb der marxistischen Geschichtsdeutung wird auf die enorme Zahl von Monopolen und Trusts hingewiesen.

### Weltwirtschaftskrise und Stabilisierung
Schon vor dem Ersten Weltkrieg hatte sich ein Finanzkapitalismus entwickelt, der keiner Kontrolle unterlag. Dieser brach in der Weltwirtschaftskrise beginnend ab 1929 zusammen. Es entwickelte sich eine schwere weltweite Rezession zu einer Phase der Depression. Der Staat musste eingreifen und schuf Institutionen der Stabilisierung. In den USA erfolgten im Rahmen des New Deal unter Präsident Franklin D. Roosevelt bedeutende Wirtschafts- und Sozialreformen.
Auch die Soziale Marktwirtschaft war das Resultat eines gesellschaftlichen Lernprozesses, der durch die Weltwirtschaftskrise angestoßen worden war. Die ordnungspolitische Alternative hatte sich in Deutschland bereits Mitte der 1930er Jahre auf die Alternativen zwischen „gelenkter Marktwirtschaft“ ordoliberalen Typs und der „marktwirtschaftlichen Lenkungswirtschaft“ keynesianischen Typs verengt. Nach dem Zweiten Weltkrieg begründeten vor allem Ludwig Erhard und Alfred Müller-Armack in Regierungsverantwortung die Soziale Marktwirtschaft. Anstelle eines reinen bzw. ungezügelten Kapitalismus sollte staatliche Rahmensetzung das Funktionieren der Marktwirtschaft absichern. Diese Idee beruhte auf ordoliberalen Theorien. Die Soziale Marktwirtschaft sollte der Verwirklichung von sozialer Sicherheit und sozialer Gerechtigkeit dienen. Nach Erhards Vorstellung sollte eine gut funktionierende, weil gelenkte Marktwirtschaft Wohlstand für alle bringen. Eine breite Vermögensbildung aller Gesellschaftsschichten sollte als Volkskapitalismus gefördert werden. Seine Zielvorstellung war die Utopie einer entproletarisierten Gesellschaft von Eigentumsbürgern, die staatlicher Sozialpolitik nicht mehr bedürften. In der Praxis kam der Volkskapitalismus jedoch nicht voran, es wuchs vielmehr die Einsicht in die Unzulänglichkeit der sich aus dem Marktmechanismus ergebenden Verteilung von Einkommen und Vermögen. Bereits in den 1950er Jahren war der Trend zur Ungleichverteilung von Einkommen und Vermögen mit Händen greifbar. Trotz relativ niedriger Beiträge waren die Ansprüche aus der gesetzlichen Rentenversicherung für die Altersvorsorge der Arbeitnehmer wichtiger als jede andere Einkunftsquelle und das Volumen der gesetzlichen Rentenversicherung übertraf bei weitem das Volumen der Vermögensbildung der privaten Haushalte. Die bismarcksche Sozialstaatlichkeit wurde deshalb nicht nur beibehalten, sondern ausgebaut. Die Formel Soziale Marktwirtschaft wurde seit 1957 von der Erhardschen Auslegung als Volkskapitalismus zu einer Marktwirtschaft mit eigenständiger Sozialstaatlichkeit umgedeutet. Erst dadurch wurde der Begriff Soziale Marktwirtschaft zur zentralen Konsens- und Friedensformel des mittleren Weges.
Das so entstandene deutsche Kapitalismusmodell wird auch als Rheinischer Kapitalismus bezeichnet.

### Globalisierung und Zerfall des Realsozialismus
Die Geschichte des Kapitalismus war stets eng mit der Internationalisierung des Handels verknüpft. Der Prozess des Abbaus von Handelsschranken (GATT 1948) und die daraus folgende internationale Verflechtung des Handels und Kapitalverkehrs, insbesondere seit Abschaffung des Bretton-Woods-Systems, werden als Globalisierung bezeichnet. Einige Autoren bestreiten jedoch, dass die Globalisierung im 20. Jahrhundert stärker als in früheren Epochen ist.
Die Folgen dieser Entwicklung sind umstritten: Globalisierungskritiker machen den Kapitalismus für die Fortdauer oder Verschärfung der weltweiten Kluft zwischen Arm und Reich verantwortlich. Globalisierungsbefürworter machen dagegen geltend, dass die Übernahme des westlichen Wirtschaftssystems und der Abbau von Handelsschranken die einzige Möglichkeit sei, Armut einzudämmen, und sprechen angesichts des globalen Bevölkerungswachstums von der „Unvermeidlichkeit des Kapitalismus“.
Nach dem Untergang der Sowjetunion und des Realsozialismus sprachen einige Beobachter vom Ende der Geschichte, bei dem Kapitalismus und Demokratie als einzige Regierungs- und Wirtschaftssysteme überlebt hätten.
Nach Ende des Globalisierungsoptimismus nimmt seit einigen Jahren die Diskussion darüber an Intensität zu, ob Kapitalismus und Demokratie langfristig vereinbar sind.
Die US-amerikanische Wirtschaftswissenschaftlerin Shoshana Zuboff prägte den Begriff Überwachungskapitalismus und sieht darin eine analoge Entwicklung wie im Industriekapitalismus.

## Varianten des Kapitalismus in der Diskussion
Karl Marx verwendet selbst kaum den Begriff Kapitalismus. In der marxistischen Tradition fand er indessen nicht nur eine breite Rezeption, sondern erfuhr auch eine Auffächerung in Varianten wie Organisierter Kapitalismus, Neo- und Spätkapitalismus, Finanz- und Konkurrenzkapitalismus oder auch Monopol- und Staatsmonopolistischer Kapitalismus. In den jüngeren Diskussionen der Wirtschaftswissenschaft und der Soziologie wurden weitere neue Komposita geprägt, die zum Teil große Resonanz in der Öffentlichkeit erfahren haben, wie etwa Rheinischer Kapitalismus, Kasino-Kapitalismus, Finanzmarkt-Kapitalismus, Hyperkapitalismus und Turbokapitalismus sowie die politischen Schlagwörter wie Killerkapitalismus, Raubtierkapitalismus oder Heuschreckenkapitalismus.
Zudem wurden realsozialistische Wirtschaftssysteme innerhalb der Linken kritisch auch als Staatskapitalismus beschrieben.

### Primärliteratur
Klassische Nationalökonomie
- Frédéric Bastiat: Oeuvres économiques. Presses Universitaires de France, Paris 1983, ISBN 2-13-037861-7 ([www.bastiat.org Online]).
- David Ricardo: On the Principles of Political Economy and Taxation. London 1817 (dlisv03.media.osaka-cu.ac.jp [DjVu]).
- Jean-Baptiste Say: Traité d’économie politique. 2006, ISBN 2-7178-5318-9 (Erstausgabe:  1803).
- Adam Smith: Der Wohlstand der Nationen. 1776, ISBN 3-8252-2655-7.

Marxismus
- Karl Marx: Das Kapital. Kritik der politischen Ökonomie. 1867 (telota.bbaw.de Marx-Engels-Gesamtausgabe. Abteilung II. „Das Kapital“ und Vorarbeiten. [abgerufen am 23. August 2014]).
- Ernest Mandel: Der Spätkapitalismus. Versuch einer marxistischen Erklärung. Suhrkamp, 1973, ISBN 3-518-10521-3.

Historische Schule
- Eduard Heimann: Soziale Theorie des Kapitalismus. Theorie der Sozialpolitik. Suhrkamp, 1981, ISBN 3-518-11052-7.
- Gustav von Schmoller: Grundriß der allgemeinen Volkswirtschaftslehre. Wirtschaft und Finanzen, 1989, ISBN 3-87881-038-5 (Erstausgabe:  1900, Faksimile).
- Werner Sombart: Der moderne Kapitalismus. 1902, ISBN 3-428-01420-0.
- Werner Sombart: Die Ordnung des Wirtschaftslebens. Springer, 2007, ISBN 978-3-540-72253-3.

Joseph Schumpeter
- Joseph Schumpeter: Kapitalismus, Sozialismus und Demokratie. 1942, ISBN 3-8252-0172-4.
- Joseph Schumpeter: The March into Socialism. American Economic Review, 1950.

Österreichische Schule
- Friedrich Hayek: Die Verfassung der Freiheit. 1960, ISBN 3-16-145844-3.
- Friedrich Hayek: Capitalism and the Historians. Oxford University Press, Oxford 1963, ISBN 0-226-32072-3.
- Ludwig von Mises: Human Action – A Treatise on Economics. 1. Auflage. Ludwig von Mises Institute, Auburn (Alabama) 2007, ISBN 978-0-945466-24-6 (mises.org [PDF; 55,7 MB] Erstausgabe:  1948).
- Arthur Seldon: Capitalism. Wiley-Blackwell, London 1990, ISBN 0-631-12558-2.

Soziologie
- Karin Claessens, Dieter Claessens: Kapitalismus als Kultur. Entstehung und Grundlagen der bürgerlichen Gesellschaft. Suhrkamp, Frankfurt am Main 1979.
- Werner Sombart: Krieg und Kapitalismus. München 1913.
- Werner Sombart: Luxus und Kapitalismus. Duncker & Humblot, München 1913.
- Ferdinand Tönnies: Geist der Neuzeit. Buske, Leipzig 1935.
- Max Weber: Die protestantische Ethik und der Geist des Kapitalismus. 1904, ISBN 3-89996-428-4.

Keynesianismus
- John Maynard Keynes: Allgemeine Theorie der Beschäftigung, des Zinses und des Geldes. 9. Auflage. Duncker & Humblot, Berlin 2000, ISBN 3-428-07985-X (englisch: The General Theory of Employment, Interest and Money (1936). Übersetzt von Fritz Waeger).

Ordoliberalismus, Neoliberalismus
- Walter Eucken: Die Grundlagen der Nationalökonomie. 9. Auflage. 1990.
- Milton Friedman: Kapitalismus und Freiheit. München 1976.
- Peter Koslowski, James M. Buchanan: Ethik des Kapitalismus. 6. Auflage. Mohr Siebeck, 1998, ISBN 3-16-147014-1 (Erstausgabe:  1982).
- Alfred Müller-Armack: Entwicklungsgesetze des Kapitalismus. Berlin 1932.
- Ayn Rand, Nathaniel Branden, Alan Greenspan, Robert Hessen: Capitalism: The Unknown Ideal. 1966, ISBN 0-451-14795-2.
- Hernando de Soto: El Misterio del Capital. 2002, ISBN 950-07-2238-0.

### Sekundärliteratur
Einführungen
- Tom Bottomore: Theories of Modern Capitalism. Allen & Unwin, London 1985.
- Ingomar Bog: Kapitalismus. In: Handwörterbuch der Wirtschaftswissenschaften. Band IV. Gustav Fischer u. a., Stuttgart/New York u. a. 1978, S. 419–432.
- Gerhard Willke: Kapitalismus. Campus, Frankfurt am Main 2006, ISBN 3-593-38199-0.
- James Fulcher: Kapitalismus. 2. Auflage. Reclam, Stuttgart 2011, ISBN 978-3-15-018876-7.
- Geoffrey Ingham: Capitalism. Wiley & Sons, 2008, ISBN 978-0-7456-3648-1.
- Jürgen Kromphardt: Konzeptionen und Analysen des Kapitalismus: von seiner Entstehung bis zur Gegenwart. 4. Auflage. Vandenhoeck & Ruprecht, UTB 1017, Göttingen 2004, ISBN 3-8252-1017-0.
- Hannes Leidinger: Kapitalismus. UTB, Stuttgart 2008, ISBN 978-3-8252-3019-7.
- Gunilla Budde (Hrsg.): Kapitalismus. Historische Annäherung. Vandenhoeck & Ruprecht, Göttingen 2011, ISBN 978-3-525-30131-9.

Geschichte
- Elmar Altvater: Kapitalismus – Zur Bestimmung, Abgrenzung und Dynamik einer geschichtlichen Formation. In: Erwägen Wissen Ethik. Heft 3, 2002, S. 281–291 (evoeco.forschungsseminar.de).
- Fernand Braudel: Sozialgeschichte des 15.-18. Jahrhunderts. Band 2: Der Handel; Band 3: Aufbruch zur Weltwirtschaft. Kindler, München 1986.
- Sven Beckert: „King Cotton“. Eine Geschichte des globalen Kapitalismus. Beck, München 2014, ISBN 978-3-406-73242-3.
- Sören Brandes, Malte Zierenberg (Hrsg.): Praktiken des Kapitalismus. In: Mittelweg 36, 26. Jahrgang, Heft 1, Februar/März 2017 (Einleitung, PDF).
- Jürgen Kocka, Marcel van der Linden (Hrsg.): Capitalism. The Reemergence of a Historical Concept. London 2016.
- Jürgen Kocka: Geschichte des Kapitalismus. Beck, München 2013, ISBN 978-3-406-65492-3.
- Friedrich Lenger: Der Preis der Welt. Eine Globalgeschichte des Kapitalismus. C.H. Beck Verlag, München 2023, ISBN 978-3-406-80834-0.
- Jannis Milios: Eine zufällige Begegnung in Venedig. Die Entstehung des Kapitalismus als Gesellschaftssystem. Dietz Verlag, Berlin 2021, ISBN 978-3-320-02364-5.
- Larry Neal, Jeffrey Williamson (Hrsg.): The Cambridge History of Capitalism. 2 Bände. Cambridge 2014.
- Michael Perelman: The Invention of Capitalism: The Secret History of Primitive Accumulation, Duke UP 2000, ISBN 978-0-8223-2491-1
- Werner Plumpe: Das kalte Herz. Kapitalismus. Die Geschichte einer andauernden Revolution. Rowohlt, Berlin 2019, ISBN 978-3-871-34754-2.
- Immanuel Wallerstein: The Capitalist World-Economy. Cambridge University Press, Cambridge 1979.
- Ellen Meiksins Wood: Der Ursprung des Kapitalismus. Eine Spurensuche. Laika-Verlag, Hamburg 2015, ISBN 978-3-942281-67-6.

Politikwissenschaft
- Peter A. Hall, David W. Soskice (Hrsg.): Varieties of capitalism: the institutional foundations of comparative advantage. Oxford University Press, Oxford 2001, ISBN 0-19-924775-7.

Soziologie
- Jens Beckert: Imagined Futures: Fictional Expectations and Capitalist Dynamics. Harvard University Press, Cambridge MA 2016.

Literaturwissenschaft
- Urs Urban: Die Ökonomie der Literatur. Zur literarischen Genealogie des ökonomischen Menschen. Aisthesis, Bielefeld 2018, ISBN 978-3-8498-1305-5.

## Filme
- Carmen Losmann: Oeconomia (Dokumentarfilm, 2020)